# Alexis Sánchez
Alexis Alejandro Sánchez Sánchez (Tocopilla, 19 de diciembre de 1988) es un futbolista chileno que juega como delantero en el Udinese Calcio de la Serie A de Italia. 
Es ampliamente citado como uno de los mejores jugadores de su generación y, en ocasiones, como el más grande jugador chileno de todos los tiempos.
En la temporada 2010-11 llegó al punto más alto de su carrera en Italia, jugando para Udinese, conquistó 12 goles en 31 partidos y se convirtió así en el segundo goleador del equipo, detrás de la leyenda del club, Antonio Di Natale Luego de participar en la Copa América 2011, recibió distintas ofertas de clubes como el Manchester United, S.S.C Napoli, Inter de Milán, Manchester City, Juventus, F. C. Barcelona, Real Madrid, y Chelsea FC. Sin embargo, finalmente el club culé lo fichó por 26 millones de euros (aproximadamente US$43 millones) más 13 millones en variables. En su paso en F. C. Barcelona, conquistó 1 Liga, 1 Copa del Rey, 2 Supercopas de España, además sus 2 primeros títulos internacionales, la Supercopa de Europa 2011 y la Copa Mundial de Clubes de 2011. Una de sus mejores actuaciones se produjo en un partido contra el Real Madrid en 2013, Sánchez entró desde el banco y anotó un gol de vaselina en la victoria de su equipo en el Clásico. Esta fue quizás su postal más importante con el cuadro catalán y uno de los goles más importantes en su carrera. Desde ese momento el tocopillano cambió las críticas por elogios a punta de goles, los cuales lo situarían como el segundo máximo anotador del equipo después de Lionel Messi al final del torneo.
Su fichaje por el Arsenal F. C. en 2014, a cambio de 38 millones de euros más 4,5 en variables, se convirtió en el traspaso más caro de un jugador chileno en la historia, superando así su propia marca cuando fue traspasado al F. C. Barcelona por 26 millones de euros. En su primera temporada en el Arsenal F. C. es el goleador con 25 tantos y una de las figuras de los Gunners. Fue elegido como el mejor jugador de la Premier League temporada 2014-2015 en encuesta de la federación inglesa a los hinchas. También fue elegido por los votantes como el mejor jugador de la Premier League temporada 2014-2015 del Facebook Football Award. Elegido el mejor fichaje de la temporada 2014-2015 en la Premier League según Daily Mail a su gran primera campaña.
Con la selección de fútbol de Chile es, con 50 goles, (29 en partidos oficiales y 21 en amistosos) el goleador histórico de la selección chilena desde el 22 de junio de 2017, superando a Marcelo Salas con 37. Por otra parte, es el jugador con más partidos clase A en la historia de la selección: 140 (122 de ellos como titular). A nivel de categorías inferiores obtuvo el tercer lugar en el Mundial sub-20 de 2007 en Canadá. Con la selección absoluta, ha jugado el Mundial de 2010 en Sudáfrica, la Copa América de 2011 en Argentina, el Mundial de 2014 en Brasil, la Copa América 2015 en su país natal, la Copa América Centenario en Estados Unidos, la Copa FIFA Confederaciones 2017 en Rusia y la Copa América 2019 en Brasil.
Asimismo, el 4 de julio de 2015 se coronó campeón de la Copa América. Marcó el gol decisivo (4:1 por penales) con el que Chile, tras 99 años desde su primera participación, se coronó campeón. El 26 de junio de 2016 se coronó bicampeón de América al ganar la Copa América Centenario. Marcó 3 goles y ganó el premio al mejor jugador del torneo Balón de Oro.
Es, junto a Cristiano Ronaldo, el único jugador en la historia del fútbol profesional en marcar un triplete o hat-trick en las tres ligas más importantes del mundo: Serie A de Italia, La Liga de España y la Premier League de Inglaterra.

## Primeros años e inicios
Alexis creció en la ciudad de Tocopilla, en el norte de Chile, donde tuvo que enfrentar complejos episodios de pobreza. En 1999 con 10 años de edad, se trasladó a la ciudad de Rancagua en compañía de su familiar Ramón Soto, para luego integrarse a una escuela filial de Universidad Católica, bajo la tutela de René Valenzuela.
En 2001, se trasladó a la ciudad de Santiago de Chile para postular al fútbol joven del club. Posteriormente dejó la ciudad luego de dos semanas de estadía, y regresó a Tocopilla.
Se integró al club amateur "Arauco" a participar en torneos infantiles, alternando en competiciones varias. A sus 15 años de edad, mientras jugaba en su barrio con amigos, fue descubierto por el alcalde de Tocopilla, a quien impresionó con su buen juego, y quien le regaló su primer par de zapatos de fútbol. No fue hasta poco después cuando destacó en un campeonato a nivel regional, representando a su ciudad natal, Tocopilla, convirtiendo ocho goles en un partido.
Durante su participación en diversos torneos, gestionó su ingreso a las divisiones inferiores de Deportes Antofagasta. El formador de jugadores Quemel Farías lo invita participar por el seleccionado de la ciudad de Taltal en conjunto de su academia de fútbol. Durante el transcurso de su tutela fue enviado a pruebas para el club Colo-Colo, no pudiendo ingresar debido a un esguince en su pie. Posteriormente, viaja a El Rincón de San Juan con el combinado de Taltal para participar en un torneo.
En el año 2003, es recomendado desde Calama al profesor Roberto Spicto, para evaluarlo en las categorías sub-15. En 2004 pasó a formar parte de la Escuela de Fútbol de Cobreloa, filial Tocopilla. En febrero de aquel año, durante un partido ante la filial de Calama (Sub-14), fue observado por los técnicos de Cobreloa, quienes detectaron su gran talento. En un nuevo encuentro al mes siguiente, Alexis los dejaría asombrados, ingresando así a las divisiones inferiores del cuadro “Naranja”.
De regreso, el entonces entrenador del primer equipo, Nelson Acosta, lo vio jugar en Santiago de Chile con los cadetes y de inmediato solicitó su ingreso a la División Adulta. Sánchez partió a la ciudad de Calama, situada a 150 kilómetros de su hogar, en medio del Desierto de Atacama. Mismo lugar donde empezó a cursar la enseñanza secundaria, en el colegio Padre Hurtado.

## Trayectoria

### C. D. Cobreloa

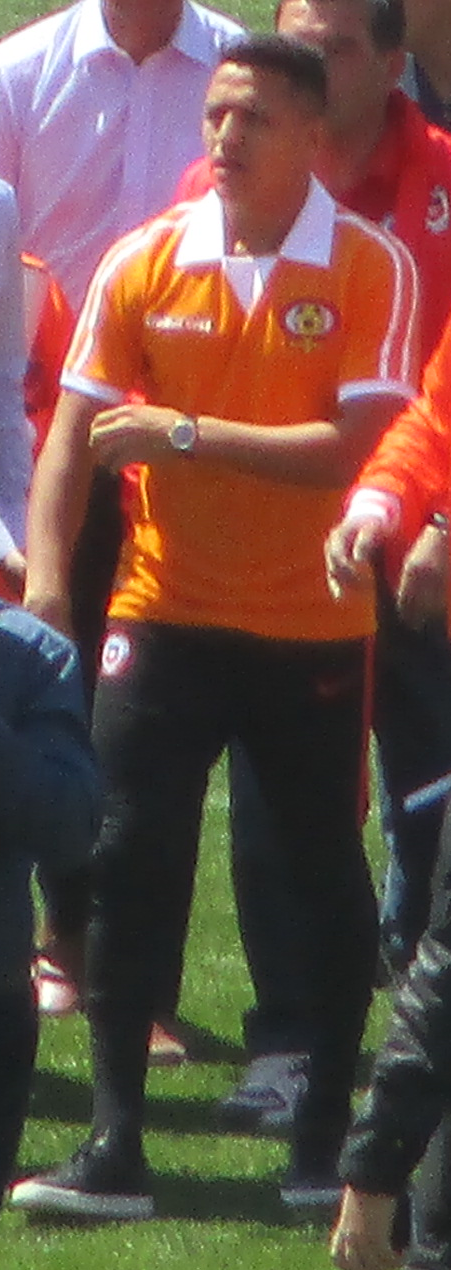
Alexis con la camiseta de Cobreloa en 2017

Debutó oficialmente el 12 de febrero de 2005, cuando reemplazó a los 71 minutos a Daniel Pérez, en el triunfo de Cobreloa sobre Deportes Temuco por 5-4, en la quinta fecha del Torneo de Apertura de 2005. El diario El Mercurio entrega críticas positivas por su debut otorgándole una calificación de 6.0. Tras su debut el periodista de Calama, Jaime Cortés, lo apodó como el "Niño Maravilla". Su primer gol oficial fue el 18 de marzo de 2005 en la décima fecha del torneo en la que ganaron por 2 a 1 a Deportes Concepción siendo el primer gol de los loínos de Sánchez. Luego en la última fecha de la fase clasificatoria convirtió el último gol de su equipo en la victoria sobre Deportes Puerto Montt 4 a 3 que aseguró la clasificación de Cobreloa a los cuartos de final del torneo donde fueron eliminados por el que sería el subcampeón del torneo Coquimbo Unido luego de caer en la ida 1 a 0 y empatar en la vuelta a uno. También debutó de "forma récord" en la Copa Libertadores el 22 de marzo de 2005, siendo uno de los futbolistas más jóvenes en jugar dicho torneo con tan solo 16 años. Cobreloa perdía 1-0 ante el campeón vigente, Once Caldas, en Calama. El ingreso del juvenil permitió adelantar las líneas de Cobreloa, que terminó ganando el encuentro 2-1 con goles de Luis Fuentes Rodríguez y José Luis Díaz en su partido número 100 en el torneo continental.
En el clausura Sánchez jugó 22 partidos donde anotó en una ocasión frente a Santiago Wanderers partido que acabó 3-0 a favor de los loínos. En el torneo Cobreloa logró pasar la los cuartos de final de los play-offs luego de vencer en el repechaje a Deportes Concepción por 5-0. En cuartos fueron eliminados por el que sería el campeón del torneo Universidad Católica por un global de 2-3. Ese mismo año fue ofrecido en calidad de préstamo a Lota Schwager pero el club lo rechazo por ser muy joven.
Durante el Torneo de Apertura 2006 logró consolidarse en la delantera loina anotando 9 goles en 12 partidos, lo que atrajo la atención del Udinese de Italia, el cual lo contrata por tres millones de dólares.

### Colo Colo (2006-2007)

#### Temporada 2006/07

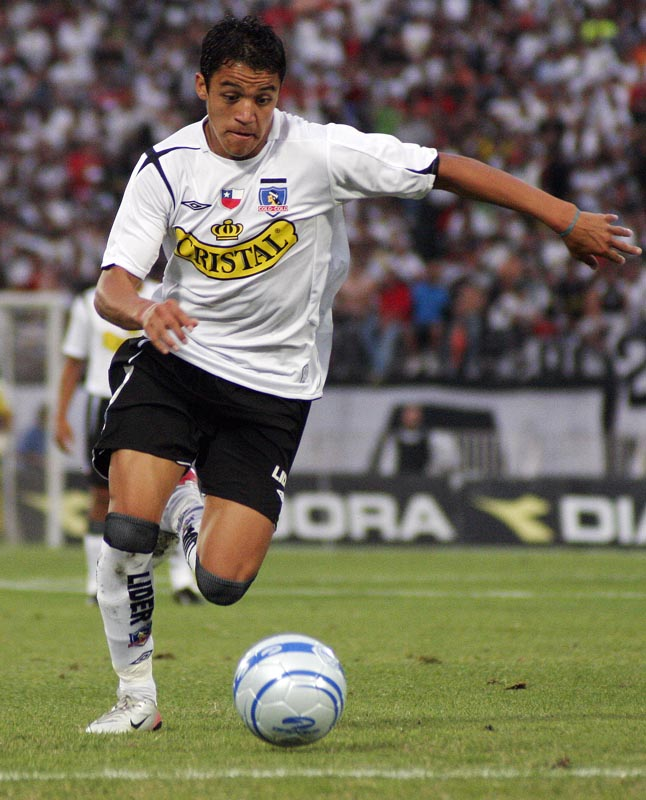
Sánchez jugando por Colo-Colo.

Para el segundo semestre del año 2006, Udinese Calcio estima que Alexis necesita más experiencia como para jugar en la Serie A de Italia. Es así que se va en calidad de préstamo a Colo-Colo, que se hizo de sus servicios para el Torneo de Clausura y la Copa Sudamericana 2006. Con los albos Sánchez debutó oficialmente el 23 de julio de 2006 en un empate entre Colo-Colo y Antofagasta. Anotó su primer gol en el Torneo de Clausura 2006 29 de octubre de 2006 en el superclásico del fútbol chileno frente a la Universidad de Chile, a la cual vencieron 4-2. Al partido siguiente Sánchez anotó un doblete frente a Deportes La Serena, encuentro en que su equipo empató a cuatro. Finalmente Colo-Colo clasificó a los play-offs, enfrentándose en cuartos de final a Deportes Puerto Montt, al cual derrota por un global de cinco a cero, anotando Sánchez el último gol del cacique en el partido de vuelta. En semifinales Colo-Colo vence a Cobreloa y en la final derrota a Audax Italiano ganando Colo-Colo su vigésimo quinto título. Además Sánchez jugó ese año la Copa Sudamericana 2006, en la que jugó 9 partidos. En el torneo anotó un gol en el partido de vuelta jugado en el estadio Monumental frente a Liga Deportiva Alajuelense, el cual ganaron siete a dos. Colo-Colo llegó a la final del torneo, en la que fue derrotado por Pachuca, quedándose con el subcampeonato.
En el Apertura 2007 Sánchez jugó catorce partidos anotando solo en una ocasión, frente a Santiago Wanderers en la decimoquinta fecha del torneo. Como en el torneo pasado Colo-Colo se coronó campeón del torneo, estando un punto sobre Universidad Católica. También jugó la Copa Libertadores 2007 en la que disputó 7 encuentros en los que anotó tres veces, destacándose en el partido de visita frente a Caracas de Venezuela en que anotó su primer hat-trick.

### River Plate (2007-2008)
Después de su paso por Colo-Colo, decidió que era el momento de partir al extranjero. Después de algunas negociaciones, Alexis parte al club argentino River Plate. En este equipo, el "Niño Maravilla" tendría una activa participación, anotando 2 goles y dando 3 pases de gol.
Sin embargo, el 22 de septiembre de 2007 el defensa argentino del Tigre, Juan Blengio, lo lesionó gravemente, rompiéndole los ligamentos del tobillo izquierdo; lo cual lo dejó 3 meses sin poder jugar. Cabe destacar que esta lesión lo dejó fuera de los primeros cuatro partidos de la selección de fútbol de Chile por las Eliminatorias Sudamericanas 2010 (estuvo ausente contra Argentina y Perú en octubre, y contra Uruguay y Paraguay en noviembre). Del mismo modo, también quedó fuera de los partidos en el Campeonato Argentino.
En el Torneo de Clausura 2008, volvería a la titularidad jugando un total de 17 encuentros en el torneo anotando en 2 ocasiones, una frente a Vélez Sársfield en la fecha 7, partido que ganaron por 2-0. La segunda anotación fue en la fecha 17 en que su club le gana 2-1 a Colón de Santa Fe. Gracias al buen rendimiento del club durante el campeonato y luego de ganar 2-1 a Olimpo en la fecha siguiente, River sería campeón del Torneo de Clausura 2008 luego de tener una ventaja de 4 puntos sobre su perseguidor más cercano Estudiantes de La Plata. En la Copa Libertadores serían eliminados en octavos de final por San Lorenzo. En la competencia Sánchez jugaría siete encuentros sin anotar goles.

### Udinese Calcio (2008-2011)

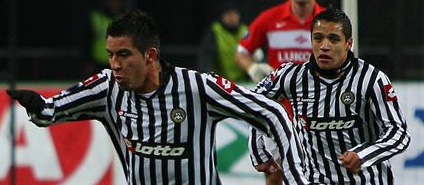
Junto a su compatriota Mauricio Isla, jugando por el Udinese.

A mitad de2008, volvió a las filas del Udinese Calcio de Italia, siendo compañero de su compatriota Mauricio Isla.

#### Temporada 2008/09
En su primera temporada con el club, Sánchez jugaría 31 partidos en la liga anotando 3 goles. Estos serían frente al Lecce, frente al Catania, y frente al Bologna. Su club terminaría en 7° posición en la temporada. Por la Copa Italia jugaría 2 encuentros con su club, el cual quedaría eliminado en cuartos de final por la Sampdoria. Por la UEFA Europa League jugaría 9 encuentros, incluido el partido de vuelta por cuartos de final contra el Werder Bremen el cual acabaría 3-3, con lo que su club fue eliminado de la competencia.

#### Temporada 2009/10
Al final del campeonato, el equipo quedó en la 15° con una diferencia de casi el doble de puntos en comparación con el campeón Inter de Milán. Anotaría 5 goles en 32 partidos, primero contra el Cagliari Calcio (en 2 fechas distintas), luego contra la Juventus en una victoria 3-0, después contra el Livorno, y finalmente contra el Siena. En la Copa Italia su club llegaría a las semifinales del torneo siendo eliminados por el AS Roma. Sánchez jugaría 3 encuentros por su club anotando en una ocasión, justamente contra la Roma en el partido de vuelta de las semifinales que acabaría 1-0, no alcanzando para clasificar a su club ya que en la ida perdieron por 2-0.

#### Temporada 2010/11
Luego de participar en la Copa Mundial de Fútbol de 2010, recibió distintas ofertas de clubes cómo el Manchester United, Zenit de San Petersburgo, Inter de Milán, Manchester City, Juventus, F. C. Barcelona, Real Madrid, y Chelsea FC; pero los dirigentes del club lo declararon intransferible hasta junio de 2011 (al final de la temporada). Por la liga quedarían en la 4° posición estando a 16 puntos del campeón AC Milan, Sánchez anotaría 12 goles en 28 partidos destacando los 4 goles que convirtió contra el US Palermo por la fecha 27 del calcio, partido en el que solo jugó los primeros 53 minutos. Con esto sería el primer chileno en hacer cuatro goles en la liga italiana. En abril de 2011, Sánchez y Di Natale se convirtieron (estadísticamente) en una de las mejores duplas en la historia de la Serie A de Italia; superando al binomio Maradona-Careca, y a cuatro goles del récord conseguido por Del Piero-Trezeguet en la temporada 2007/2008. Por el buen rendimiento que tuvo en la temporada fue premiado por el diario La Gazzetta dello Sport como el "Mejor Jugador de la Liga Italiana". Por la Copa Italia su club no repetiría la actuación del año pasado llegando solo a los octavos de final siendo eliminados en penales por la Sampdoria luego de empatar a 2-2 en el tiempo reglamentario.

### F. C. Barcelona (2011-2014)

#### Temporada 2011/12
El 9 de mayo de 2011, un diario deportivo español aseguró que el F. C. Barcelona tenía en su agenda fichar a Alexis. La noticia no tardó en llegar a oídos de varios medios tanto europeos como chilenos.
Una vez iniciada la temporada de negociaciones, ya se hablaba de un inminente traspaso de Sánchez al club catalán. Durante las conversaciones, Udinese recibió varias ofertas por el jugador (clubes como Manchester United y Manchester City), pero Sánchez las rechazó, puesto que sus pretensiones eran exclusivamente ir al Barcelona. De lo contrario, se quedaría en el mismo club.
Finalmente, el jueves 21 de julio, en el sitio web oficial del F. C. Barcelona, se confirmó el fichaje de Alexis por el conjunto azulgrana por más de 37 millones de euros (€11 millones en variables) durante cinco temporadas.
Fue el primer fichaje del Barça para la temporada 2011-12 y el primer futbolista chileno en lucir la camiseta del club catalán.
Alexis llegó con el aval de Pep Guardiola, técnico del Barcelona.
Alexis eligió el dorsal número 9, como homenaje a su ídolo, el brasileño Ronaldo Nazario, que también jugó en el Barcelona.
Debutó oficialmente el 14 de agosto frente al Real Madrid por la Supercopa de España, donde asistió a Lionel Messi para que anotara el 2-1 parcial. Finalmente el partido terminó a 2-2.Aunque en el partido de vuelta no jugó ningún minuto por una lesión muscular, su equipo logró ganarle al Real Madrid por 3-2 y obtuvo su primer título con el club.
Una semana después ganó su segundo título oficial con el Barcelona, la Supercopa de Europa, luego de ganar por 2-0 al F. C. Porto en el principado de Mónaco. Sánchez ingresó en el minuto sesenta y uno para reemplazar a David Villa.
En la liga debutó el 29 de agosto de 2011 en un partido entre su equipo y el Villarreal C. F., donde además marcó uno de los cinco goles de su equipo.

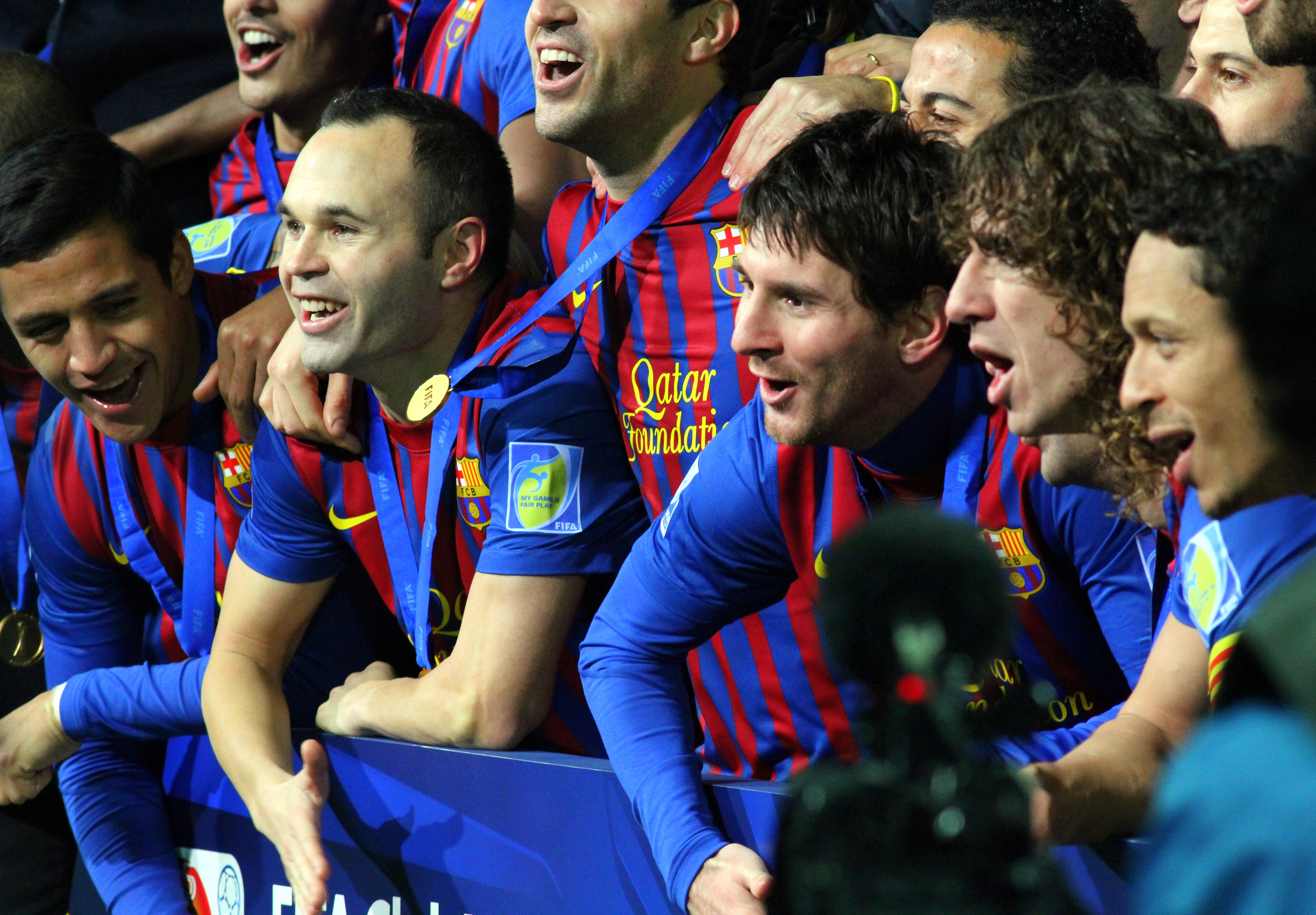
Alexis celebrando la obtención de la Copa Mundial de Clubes de la FIFA 2011.

El 10 de septiembre de 2011, mientras el Barcelona jugaba un partido de la liga contra la Real Sociedad, Sánchez debió abandonar la cancha tras recibir un golpe de un jugador contrario. Tras los exámenes realizados se descubrió que había sufrido una lesión en el bíceps femoral de la pierna derecha, la cual lo mantuvo sin poder jugar durante casi dos meses. El 1 de noviembre del mismo año volvió a jugar tras ingresar en el minuto setenta y tres en la victoria de su equipo por 4-0 ante el F. C. Viktoria Plzeň, encuentro válido por la UEFA Champions League. El 10 de diciembre de aquel año, Sánchez jugó su segundo Clásico y marcó el primero de los tres goles del Barcelona ante el Real Madrid. Posteriormente, el 18 del mismo mes, Alexis obtuvo el segundo título internacional de su carrera al consagrarse campeón de la Copa Mundial de Clubes celebrada en Japón. El chileno jugó solo un partido durante el torneo, en la goleada 4-0 de su equipo frente al Al-Sadd SC de Catar el 15 de diciembre de 2011 por las semifinales del campeonato, donde ingresó al minuto treinta y ocho en reemplazo del lesionado David Villa. De este mismo encuentro salió reemplazado al minuto setenta debido a molestias musculares.
Este año Alexis estuvo dentro de los primeros 50 nominados al FIFA Balón de Oro del año 2011, donde iguala a Iván Zamorano y a Marcelo Salas que hasta ese entonces eran los únicos chilenos en ser nominados a este premio.
Tras el Mundial de Clubes, Sánchez anotó a clubes como el: Real Betis, el CA Osasuna (en Copa del Rey y en la Liga).
Además, el 14 de febrero de 2012, anotó un doblete contra el Bayer 04 Leverkusen en la UEFA Champions League.Debido a esta racha, la prensa española lo tildó de "Matador" o "Tocopillator".
El 10 de abril del mismo año, Alexis batió su mejor marca goleadora (doce goles con el Udinese en la temporada 2010-2011) tras marcar dos tantos ante el Getafe C. F.. Su primera temporada como azulgrana se cerró con cuatro títulos, al proclamarse campeón de la Copa del Rey, venciendo la final por 0-3 al Athletic Club con Alexis en el once titular.

#### Temporada 2012/13
En su segundo año como futbolista del Barcelona, Alexis sumó la Liga a su palmarés. El 2 de octubre de 2012 marca su primer gol en la temporada, fue en la Liga de Campeones contra el Benfica en la victoria del cuadro catalán por 2 a 0. Después vino una sequía en toda la mitad de la temporada algunos decían que tenía que dejar el club.
En el comienzo de la segunda mitad de la temporada (el 10 de febrero) Alexis convierte su primer gol en liga contra el Getafe Club de Fútbol en la goleada 6 a 1. Se consagró campeón de la Liga BBVA con 100 pts. de la mano de Tito Vilanova. En la segunda mitad de la temporada tuvo un muy bien rendimiento. ya que después del muy mal arranque remonto su situación y sonó para otros clubes entre ellos Juventus, Inter de Milán, AS Monaco y Tottenham Hotspur. Después de tantos rumores, el F. C. Barcelona confirmó su continuidad en el club español.
Alexis cerró la temporada con un magro registro de 11 goles en 46, 8 de ellos en Liga, ayudándose con el repunte de la segunda mitad de temporada convirtiéndole al Getafe, Deportivo de La Coruña, doblete al Mallorca y en fechas consecutivas al Athletic Club, Real Betis y Atlético de Madrid, para finalizar marcando en el derbi barcelonés al Espanyol, y ganando además la Liga BBVA 2012/13, su quinto título con el club.

#### Temporada 2013/14
Con la llegada del nuevo técnico Gerardo Martino, Alexis Sánchez tomó una nueva posición en el club. 
En su debut el 18 de agosto de 2013 arranca entre los 11 titulares aportando un gol en la goleada histórica 7 a 0 contra el Levante UD. El 28 de agosto se consagra campeón de la Supercopa de España tras empatar 1-1 en la ida y 0-0 en la vuelta contra el Club Atlético de Madrid. 
El 14 de septiembre, Alexis salvó al F. C. Barcelona dándole la victoria contra el Sevilla Fútbol Club en el minuto 92 convirtiendo el 3-2 final.
El 5 de octubre Alexis es titular y anota dos goles y una asistencia en la victoria por 4-1 sobre el Real Valladolid, siendo elogiado por diversos medios como la figura del partido. Dos fechas más tarde ingresa en el segundo tiempo, anotando el segundo gol en la victoria por 2-1 en el Clásico sobre Real Madrid, un verdadero gol que dio la vuelta al mundo debido a su calidad, ya que Alexis se sacó al defensa y le picó la pelota al portero Diego López, el cual estaba adelantado, con lo cual, el chileno suma su tercer gol en el clásico.
En el derbi barcelonés español volvió a brillar y en él se ganó los elogios de la prensa hispana. Alexis nuevamente se convirtió en el salvador del Barcelona, el delantero anotó el único gol ante el Espanyol, lo que significó el triunfo del cuadro azulgrana y seguir en lo más alto de la tabla.
El buen momento que estaba pasando con su equipo y con su selección hicieron que apareciera en el listado que entregó la revista World Soccer donde aparecían los mejores jugadores del mundo de 2013. Alexis fue ubicado en el lugar 48.
El 5 de enero de 2014 anotó su primer triplete jugando por el Barcelona, en un partido contra el Elche. El marcador final fue de 4 a 0, anotando el 1-0 a los 7 minutos, el 3-0 tras asistencia de Pedro y el 4-0 final tras un tiro libre, salió al minuto 73' por Cristian Tello, bajo una ovación. El 26 de enero, Alexis anotaría un gol en el triunfo por 3-0 sobre Málaga, el 29 de enero, por la Copa del Rey 2013/14, Sánchez anotó un doblete en goleada por 5-1 sobre Levante (9-2 global) y el elenco catalan clasificaba a semifinales.
El 1 de febrero, Alexis anotaría un gol en la caída de Barcelona por 3-2 sobre Valencia por la Liga Española 2013/14, después el 9 de febrero por la Fecha 23, El Niño Maravilla anotó en la goleada por 4-1 sobre Sevilla, saliendo al 88' por Sergi Roberto, el 15 de febrero volvió a marcar en la goleada por 6-0 sobre Rayo Vallecano. El 2 de marzo, Sánchez anotó en el triunfo por 4-1 sobre Almería tras capturar un rebote, el 16 de marzo Alexis marcó el 2-0 en el contudente triunfo por 7-0 del Barça sobre Osasuna.
El 9 de abril por los cuartos de final vuelta de la UEFA Champions League 2013/14, el Barcelona venía de igualar 1-1 contra Atlético Madrid en el Camp Nou, por lo que la vuelta en el Vicente Calderón debía empatar a 1 para seguir con vida en el torneo europeo, los cules cayeron por 1-0 y se despidieron del torneo, Alexis ingresó al minuto 60' por Cesc Fábregas, después el 16 de abril se jugaba la final Copa del Rey 2013/14, el Barcelona debía enfrentarse a su eterno rival el Real Madrid, derrota por 2-1 y el elenco de Gerardo Martino seguía sumando críticas en torno al nivel de juego del equipo, Alexis ingresó al minuto 89' por Marc Bartra, jugando tan solo 5 minutos.
El 17 de mayo de 2014, durante el último partido de la liga BBVA 2013/14, Barcelona jugaba ante el Atlético de Madrid, si ganaba era campeón, pero si los Colcheneros le empataban o ganaban se llevaban el trofeo para Madrid, Sánchez marcó el 1-0 parcial al minuto 33, pero después Diego Godín empataría el marcador al 49' y le daría el título a los de Simeone, lo que impidió que el Barcelona se coronara campeón.
Sánchez terminó la temporada con 21 goles, jugó 34 partidos en la Liga Española 2013/14 y anotó 19 goles siendo el cuarto goleador de la Liga, jugó 9 partidos por la Champions League y no pudo anotar, jugó 11 partidos por la Copa del Rey y anotó 2 dianas. Finalmente Alexis Sánchez jugó 141 partidos en el Fútbol Club Barcelona, anotó 47 goles y dio 32 asistencias.

### Arsenal FC (2014-2018)

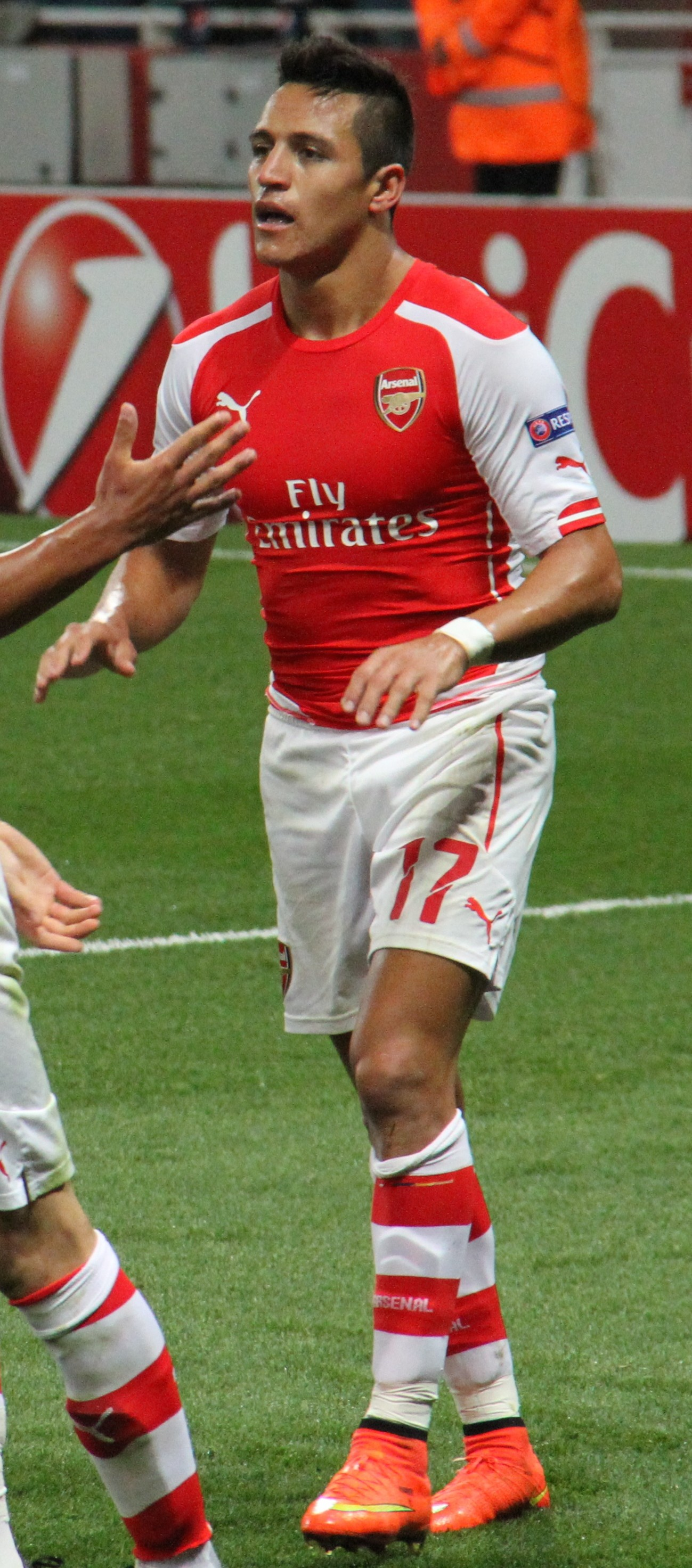
Alexis celebrando su gol con el Arsenal en 2014.

En julio de 2014 se confirmó la llegada de Sánchez al equipo inglés Arsenal Football Club. Con un valor cercano a los 42 millones de euros, la venta del jugador fue la segunda más cara en la historia del club azulgrana, tras la de Luís Figo, por 60 millones.
Su debut «no oficial» se produce el 2 de agosto, ingresando como suplente a los 73' de juego en la goleada de los «Gunners» por 5-1 al Benfica por la Emirates Cup, torneo que juega el club como preparación para la nueva temporada. 
Su primer partido como titular -jugando 74 minutos- se produce un día más tarde de su debut, cuando Arsenal cae por la cuenta mínima ante Mónaco por la Emirates Cup.

#### Temporada 2014-2015

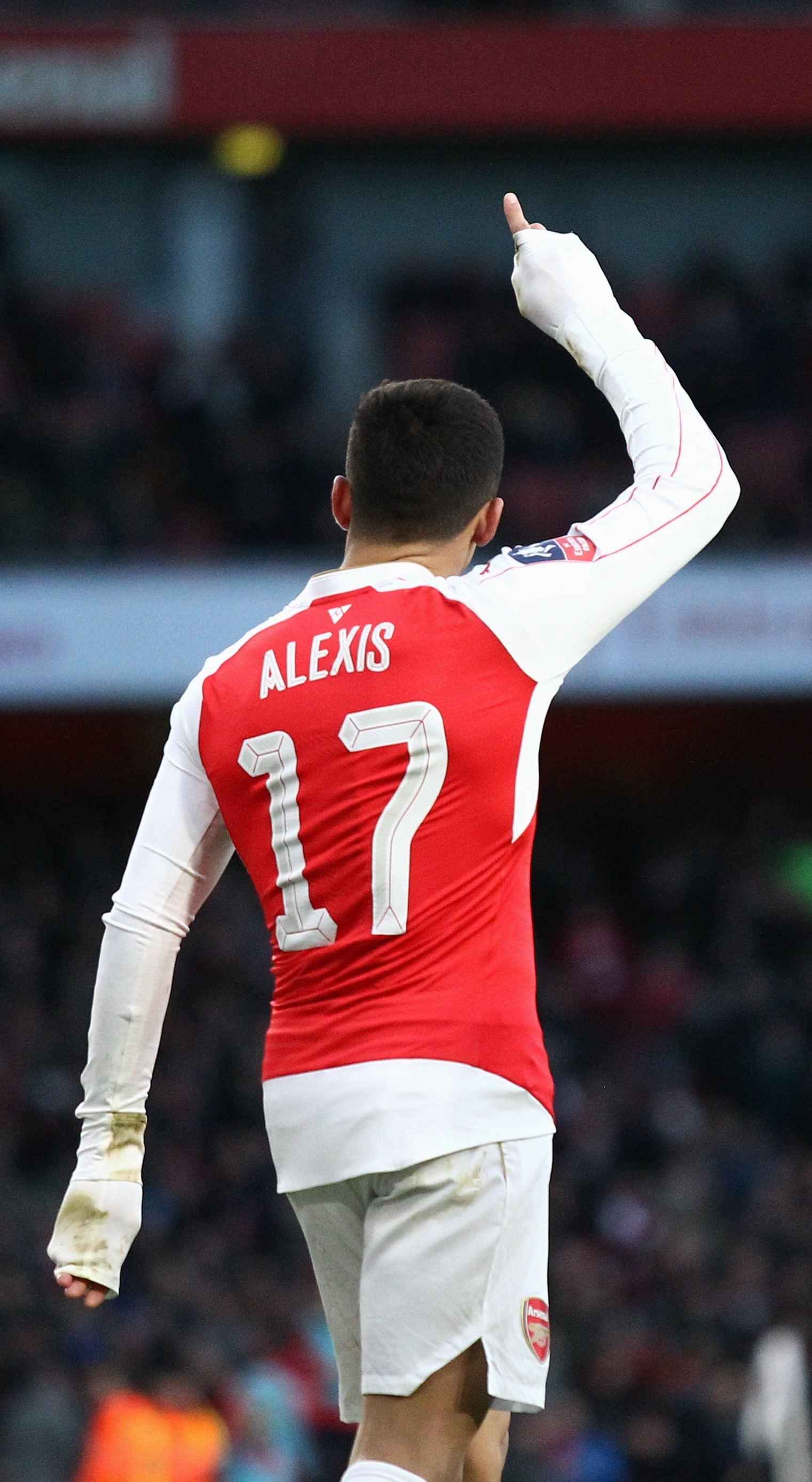
Alexis jugando por Arsenal.

El domingo 10 de agosto de 2014, hizo su debut oficial y se alzó con la Community Shield ante el Manchester City de Manuel Pellegrini, jugando los primeros 45 minutos, con la 17 en la espalda, participando de la jugada del segundo gol, tras darle un pase a Yaya Sanogo, este dejó solo a Aaron Ramsey para que marcase el 2-0 parcial, salió en el entretiempo por Alex Oxlade-Chamberlain. De esta manera su equipo logró ganarle al campeón de la Premier League por 3-0, consiguiendo de esta manera su primer título con el Arsenal. 
El 16 de agosto, debuta por Premier League, en la primera fecha ante Crystal Palace, jugando de titular todo el partido, asistió a Koscielny para que marcará el 1-1 parcial, finalmente los gunners se impusieron por 2-1 con Sánchez como una de las figuras, El 27 de agosto, Alexis logra su primer gol con el Arsenal FC en un encuentro válido por la eliminación directa de la UEFA Champions League 2014-15 ante el Besiktas J. K. de Turquía. El chileno marcó en los descuentos de la primera parte lo que sería el único tanto del encuentro y de la serie, lo que valió para la clasificación a la fase de grupos del cuadro inglés por decimoséptima vez consecutiva, su primer gol en la Premier League fue el 31 de agosto, llegó en la tercera fecha en el empate 1-1 de los gunners ante el Leicester City anotando el 1-0 parcial en el empate 1-1.
Su segundo gol en Premier League, llegó una semana después ante el Manchester City en un encuentro que finalizaría empatado 2-2 en el Emirates Stadium, el 16 de septiembre debuta en la fase de grupos con los gunners ante Borussia Dortmund por la primera fecha del Grupo D en el Signal Iduna Park, derrota por 2-0, a pesar del marcador el chileno fue uno de los puntos altos de su equipo, el Niño Maravilla para comenzar aún mejor su temporada gunners, el 23 de septiembre marcó un gran gol de tiro libre, que sería su cuarto gol vestido de rojo, en la derrota por 1-2 ante el Southampton por la 3°Ronda de la Capital One Cup 2014/15.
El «niño maravilla» anotó su quinto gol y segundo gol en la Champions League con el Arsenal frente al Galatasaray Turco, decretando el 2-0 parcial y asistiría a Danny Welbeck para el 3-0, al final los «gunners» ganarían 4-1. Alexis anotaría su sexto gol con los «gunners» frente al Hull City en una gran jugada individual y en el mismo partido asistiría a Danny Welbeck, en tiempo adicional, que decretaría el 2-2 definitivo. El 18 de octubre anotaría su primer Doblete en el Arsenal frente al Sunderland: el primero robando el balón en la mitad de cancha y corriendo solo frente al portero y el segundo también robando el balón, esta vez al portero Vito Mannone y decretaría el 0-2 definitivo.
El 1 de noviembre marcaría su segundo doblete con los «gunners», esta vez frente al Burnley a los 70' y 90+2' respectivamente. Unos días más tarde anotaría, el 4 de noviembre un gol frente al RSC Anderlecht Belga, luego de ejecutar un tiro libre, que rebotaría en la barrera y agarrarla en una volea, el 26 de noviembre anotó el 2-0 final en el triunfo sobre Borussia Dortmund que le dio la clasificación a octavos de final de la Champions League.
El 3 de diciembre, anotaría el gol del triunfo ante el Southampton FC por la Premier League 2014-15 al minuto 87', el 26 de diciembre, Arsenal derrota por 2-1 a Queens Park Rangers de Vargas e Isla por el Boxing Day Inglés, en aquel partido el chileno perdió un penal, más bien lo atajó Robert Green tras adicionarle el lado al chileno, pero después se reconpondria y anotaría el 1-0 parcial de cabeza. El 11 de enero de 2015 anotó sus primeros goles en el año tras marcale un doblete al Stoke City en la goleada por 3-0.
Poco tiempo después sería escogido mejor jugador de la Premier League a mitad de temporada. En el partido contra el Leicester City, recibiría una lesión que lo dejaría de baja para los octavos de la FA Cup, y lo llevaría a una sequía goleadora de 55 días que rompería en la jornada 28 de la Premier League 2014-15 el 4 de marzo con un gol que paso pegado al palo izquierdo y los mantuvo en el 3 puesto en la tabla de la premier league en el por 2-1 ante Queens Park Rangers, después por octavos de la UEFA Champions League 2014/15 debían enfrentarse al AS Monaco, cayendo por 3-1 de local en la ida y ganando por 2-0 en la vuelta pero por la regla del gol de visitante pasarían los franceses.
El 4 de abril, el tocopillano anotaría su gol número 20 en el Arsenal ante el Liverpool, un gol con un disparo elevado desde fuera del área a los 45' del primer tiempo para decretar el 3-0 parcial, finalmente el partido terminaría con una goleada 4-1 a favor de los Gunners que terminaría por dejar en el segundo puesto de la Premier League al conjunto de Wenger. El 18 de abril en las semifinales de la FA Cup 2014-15, Alexis realizaría una gran actuación, con 2 goles que clasificaría al Arsenal a la Final, también se le pudo ver más seguro en sus movimientos y con una mejor sincronía con su compañero Mesut Özil dejando de la lado los rumores que ambos no podían jugar juntos.
El 4 de mayo anotaría un doblete en el triunfo por 3-1 sobre Hull City, por la Fecha 35, finalmente en la Premier League 2014-15 el conjunto de Londres terminó tercero con 75 pts, cuatro menos que el Manchester City (79) y doce menos que el Chelsea (campeón de esa edición).
Para finalizar su espléndida temporada con el conjunto Gunner, el 30 de mayo se disputaba la final de la FA Cup 2014-15, Arsenal enfrentaba a Aston Villa en el mítico Wembley, con Alexis cómo figura los gunners golearon por 4-0, en el primer tanto asistió a Theo Walcott y anotó el 2-0, con un disparo de 30 metros que venció al portero Shay Given, salió ovacionado al ser sustituido por Alex Oxlade-Chamberlain a los 90 minutos, el Arsenal levantó el trofeo por segundo año consecutivo, con Alexis celebrando orgulloso con su bandera de Chile.
En su primera temporada con el club de Londres, Alexis disputó 52 partidos, anotando 25 goles y dando 12 asistencias, además consiguió 2 títulos la Community Shield 2014 y la FA Cup 2014-15. También terminó quinto en la tabla de goleadores de la Premier League 2014-15 con 16 anotaciones en 35 partidos.

#### Temporada 2015-2016

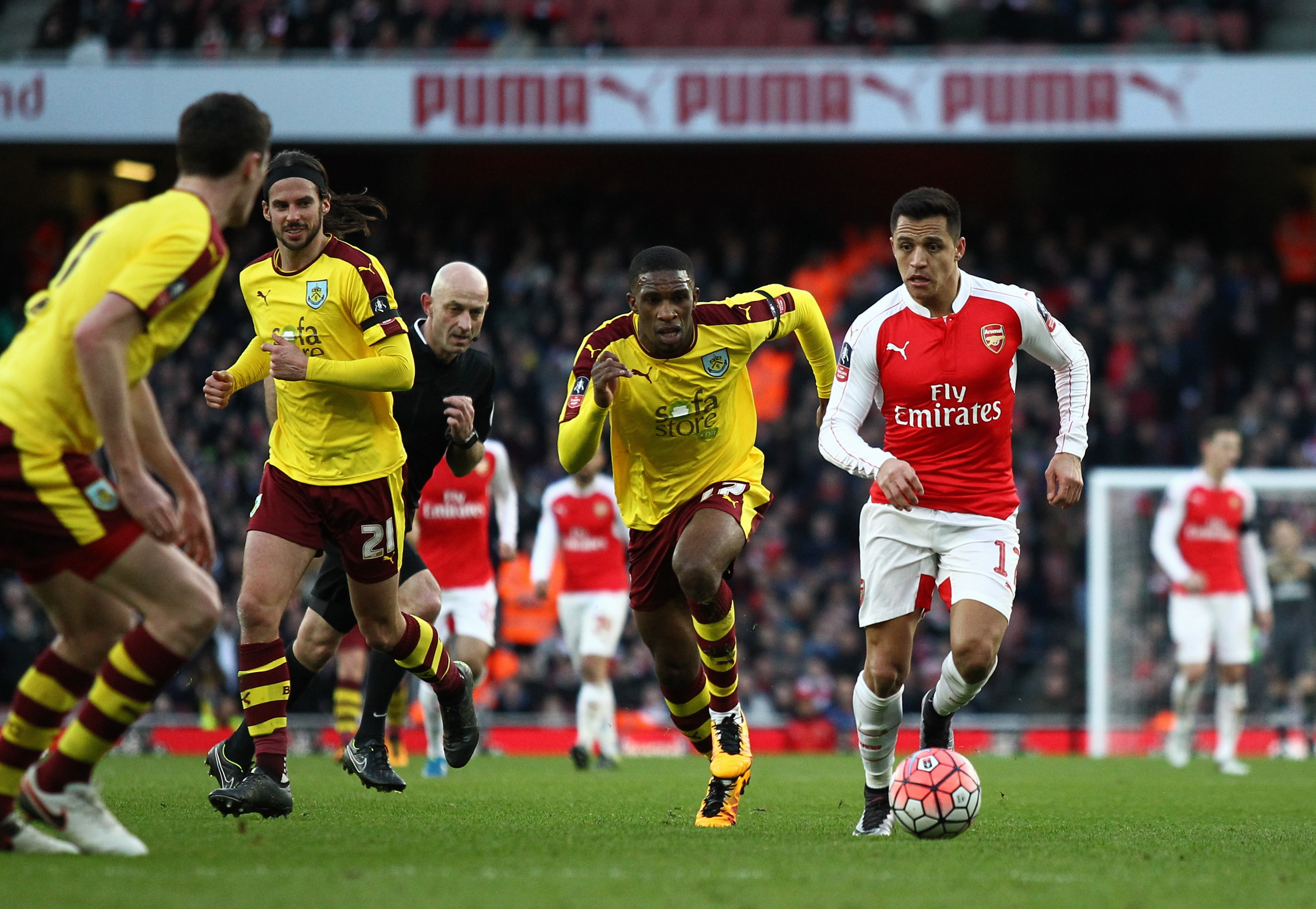
Alexis Sánchez jugando por Arsenal F. C. frente al Burnley, en enero de 2016.

El 2 de agosto se consagró Bicampeón de la Community Shield tras vencer por 1-0 a Chelsea (Campeón de la Premier League 2014-15), en aquel partido Alexis no jugó.
Alexis no anotó gol en las 6 primeras fechas de la Premier League 2015-16, pero en la fecha 7 (el 26 de septiembre) se destapó con un triplete o hat-trick en el triunfo de los «Gunners» en calidad de visita por 2-5 sobre el Leicester City, anotando el 2-1 tras un rebote del arquero quedando con el arco a su merced, el 3-1 de cabeza tras centro de Mesut Ozil y el 4-1 disparando desde afuera del área. Con este logro Alexis se convirtió en el primer jugador en la historia en convertir un triplete o hat-trick en las 3 principales ligas de Europa: en la Serie A de Italia, en La Liga BBVA de España, y en la Premier League de Inglaterra, el 29 de septiembre volvería a convertir, esta vez de cabeza en lo que significaría el empate parcial a dos tantos en la derrota 3-2 de local contra el Olympiacos por la Liga de Campeones de la UEFA. La semana de Alexis terminaría de manera sensacional al ser la gran figura del Arsenal contra el Manchester United. En ese partido, Sánchez marcaría dos goles en 20 minutos, el primero golpeando el balón con el taco y el segundo a través de una jugada personal que terminó con un potente disparo al ángulo del portero David De Gea cerrando el marcador 3-0. El 24 de noviembre anotó un doblete en el triunfo por 3-0 sobre Dinamo Zagreb por la quinta fecha del Grupo F de la Champions League.
En febrero de 2016, Sánchez y compañía debían enfrentarse a Barcelona por los octavos de final del máximo torneo continental, en la ida en Inglaterra los cañoneros cayeron por 2-0 y en la vuelta en el Camp Nou, cayeron nuevamente esta vez por 3-1, 5-1 global que los dejó fuera de la Champions, este último partido marcó el regreso de Alexis a los pastos catalanes. El 5 de marzo anotó el gol del empate ante Tottenham Hotspur (empate 2-2).
El 17 de abril, volvió a marcar por la Premier League 2015-16, en el empate 1-1 ante Crystal Palace por la jornada 34, tras el empate de Leicester City ante Manchester United, el modesto equipo de Ranieri se consagró campeón de la Premier League por primera vez en su historia (al sacarle 12 puntos al Arsenal, su más cercano perseguidor a 4 fechas del final), el 21 de abril marcó en el triunfo por 2-0 sobre West Bromwich Albion.
Al término de la temporada 2015-16, con la marcha de Tomáš Rosický del club, Alexis cambió su dorsal al "7". En la temporada 2015-16 jugó 41 partidos, anotó 17 goles y dio 10 asistencias, por la Premier League 2015-16 jugó 30 encuentros y anotó 13 goles, por la Liga de Campeones de la UEFA 2015-16 jugó 7 partidos, inflando las redes 3 veces. Además conquistó la Community Shield 2015, también siendo subcampeón de la Premier League 2015-16.

#### Temporada 2016-2017
Por muchos es catalogada como la mejor temporada de Alexis en su carrera, donde se convierte en la figura de los Gunners y a pesar del peuperrimo rendimiento del equipo en lo personal atravesó el peak de su carrera. El 17 de septiembre marca un doblete sobre el Hull City. El 29 de octubre vuelve a convertir un doblete sobre el Sunderland. El 27 de noviembre, Alexis marcó un nuevo doblete ante el Bournemouth en la Premier League. El 3 de diciembre marca su segundo hat trick en la Premier League frente al West Ham United.
Ya en 2017, el 22 de enero mientras su país natal estaba siendo azotado por la mayor ola de Incendios forestales en su historia que comenzaba a recorrer el país entero, Alexis le marcaba un gol de penal al Burnley en el último minuto de la misma forma en la cual le marca a Sergio Romero en la victoria de Chile en la Copa América de 2015.
En marzo de ese año vive tal vez el mayor dolor de esa temporada ya que nuevamente cae en Octavos de Final de la UEFA Champions League 2016-17 a manos del Bayern Múnich de su compatriota Arturo Vidal quien fue genio y figura de la llave, en el partido de ida Alexis convirtió el empate parcial 1-1 pero luego vendría una caída estrepitosa en lo animico en la cual el equipo cae destruido por un contudente 5-1, en la vuelta en el Emirates Stadium no había mucho que hacer y nuevamente caen por el mismo marcador que en Múnich, Sánchez en esa edición le marcó al PSG en París y gol de vaselina al Ludogorets en Londres y terminó décimo en la tabla de asistidores.
Para cerrar un mes negro en lo futbolístico, el 18 de marzo, Alexis sale lesionado en el partido frente al West Bromwich Albion por una lesión en el tobillo derecho que lo dejaba en duda para los partidos de eliminatorias para su selección donde Alexis toma la decisión de jugar de todas formas por Chile, decisión que le trajo muchos problemas ya que de vuelta en Londres, comenzó a sufrir constantes dolores musculares en la zona del tobillo.
En una temporada ya casi terminada en la cual el equipo estaba sumido en la mediocridad y prácticamente esperando un milagro para ingresar a Champions League el año siguiente, el 16 de mayo Alexis marca nuevamente la diferencia frente al Sunderland anotando en dos ocasiones y en el segundo con fuertes dolores de tobillo que lo hacen salir de la cancha luego de anotar el segundo gol.
Como premio de consuelo, Alexis logra ganar su segunda FA Cup, al derrotar en la final por 2-1 al Chelsea, nuevamente Alexis anotando en el partido final en Wembley. En total, Alexis consiguió marcar 30 goles, 24 en Premier League y comenzó a sonar con fuerza su nombre en muchos equipos de Europa entre ellos París Saint-Germain, Manchester City y Bayern Múnich.

### Manchester United (2018-2019)

#### Temporada 2017-2018
El 22 de enero de 2018, se anuncia de manera oficial la incorporación de Alexis al Manchester United, equipo de fútbol de la ciudad de Mánchester, y que participa en la Premier League de Inglaterra. En una transacción sin precedentes en el Reino Unido, Alexis se convierte en el jugador mejor pagado de la Premier League, superando a Wayne Rooney, con un contrato de 23 millones de libras esterlinas al año. Adicionalmente, se le ha otorgado el uso del mítico número 7 en su espalda, número que ha sido emblema de leyendas del United como George Best, Bryan Robson, Éric Cantona, David Beckham, y Cristiano Ronaldo, contando con el apoyo de los propios Beckham y previamente Robson.
Su primer gol con los Diablos Rojos lo marcó el 3 de febrero de 2018 en el estadio Old Trafford, frente al equipo Huddersfield Town FC, inmediatamente después de un lanzamiento penal atajado y rechazado por el arquero, que ejecutó el propio Sánchez, al minuto 68 de juego.

### Inter de Milán

#### 2019-2020: regreso a Italia y subcampeón de Liga Europa
En 29 de agosto de 2019, se anunció su incorporación al Inter de Milán como préstamo por el resto de la temporada 2019-20 de la Serie A de Italia.
Alexis mencionaría que no se arrepentía de haber firmado por el Manchester United, pero que hubiera deseado poder jugar más.
El 3 de septiembre, se confirmó que ocuparía el dorsal 7 de Mauro Icardi, quien habría partido cedido al Paris Saint-Germain Football Club de Francia el último día del periodo de transferencias.
Dos días antes, Alexis había sido visto usando el dorsal 11 durante su primera citación con el equipo en la segunda jornada de la Serie A ante el Cagliari Calcio, donde permaneció en la banca todo el encuentro.
La jornada tres, el 14 de septiembre, hizo su debut en el equipo entrando como suplente a los 79 minutos durante una victoria 1:0 ante el Udinese Calcio, su antiguo club.
El 28 de septiembre, durante su debut como titular, Alexis anotó su primer gol con el Inter en una victoria 3:1 de visita ante la Unione Calcio Sampdoria; en el partido, un remate de Stefano Sensi rebotó en él para abrir el marcador dos minutos antes de que anotara su tanto, y fue expulsado a inicios del segundo tiempo por doble tarjeta amarilla tras una aparente simulación en el área rival.

### Olympique de Marsella
Tras varios rumores de un posible traspaso al Olympique de Marsella de la Ligue 1 francesa, el 9 de agosto de 2022, al mismo tiempo que Sánchez era recibido por los hinchas en el aeropuerto de la ciudad, el club anunció un principio de acuerdo con él a espera de reconocimiento médico para concretar su fichaje. Al día siguiente, se hizo oficial su contratación por un año, más la posibilidad de extenderlo según el desempeño que se muestre, confirmándose también el número 70 como su dorsal para la temporada 2022-23.
El 14 de agosto, Alexis debutó con el Olympique de Marsella en la segunda jornada de la Ligue 1, entrando en reemplazo de Cengiz Ünder durante inicios del segundo tiempo en un empate 1:1 de visita ante el Stade Brestois 29. Seis días después, tendría su primera titularidad con el equipo en una victoria 2:1 de local contra el Football Club de Nantes. El 28 de agosto, Alexis anotó sus primeros tantos en el fútbol francés con un doblete en una victoria 3:0 de visita ante el Olympique Gymnaste Club de Niza, llegando, además, a la cifra de 200 goles a nivel de clubes dentro de su carrera. El 13 de noviembre, en una victoria de visita 3:2 ante el A. S. Mónaco, Alexis abrió el marcador con un gol de tiro libre a la escuadra, que más tarde fue elegido como el mejor del mes en la Ligue 1.

## Selección nacional

### 2004-08: selecciones menores y debut absoluto
Fue convocado por Jorge Aravena a la selección nacional sub-16 que disputó el Sudamericano de Paraguay 2004, en que Chile alcanzaría los cuartos de final. Posteriormente, participó por la selección Sub-17 en el Campeonato Sudamericano de Maracaibo, jugando el primer partido contra Colombia el cual su selección ganaría 1-0 con gol de Cristián Abarca. El ingresaría en el minuto 54. Después contra Perú anotaría 2 goles en la victoria por 3-0 de Chile, partido en el que ingreso a los 54 minutos. Sería titular ante Argentina en el que serían derrotados 2-3. Y finalmente jugaría en el partido final en el que serían goleados 4-0 por Uruguay siendo eliminados del torneo y no pudiendo clasificar al mundial de Perú.
En la selección absoluta debutó de manera no oficial en un partido amistoso entre la selección chilena y el Club Universidad Católica, disputado el 1 de marzo de 2006. Su debut oficial por Chile fue el 27 de abril frente a Nueva Zelanda, reemplazando a los 58 minutos a Juan Gonzalo Lorca en la victoria por 1-0. Poco después entre mayo y junio participó en los tres partidos de la gira a Europa de 2006: Irlanda en Dublín, Costa de Marfil en Vittel (Francia) y Suecia en Estocolmo, en este último partido sorprendió al practicar un regate, o mareo con "rabona", o gambeta, incluida, que según la Agencia EFE "le quebró la cintura al lateral Mikael Nilsson". Su remate posterior se fue apenas desviado, y el delantero aseguró: "siempre me gusta jugar así, hacer cosas inesperadas. Me emociona hacer cosas que a la gente le guste. Si anotaba tras la jugada que hice, hubiera celebrado con todo".

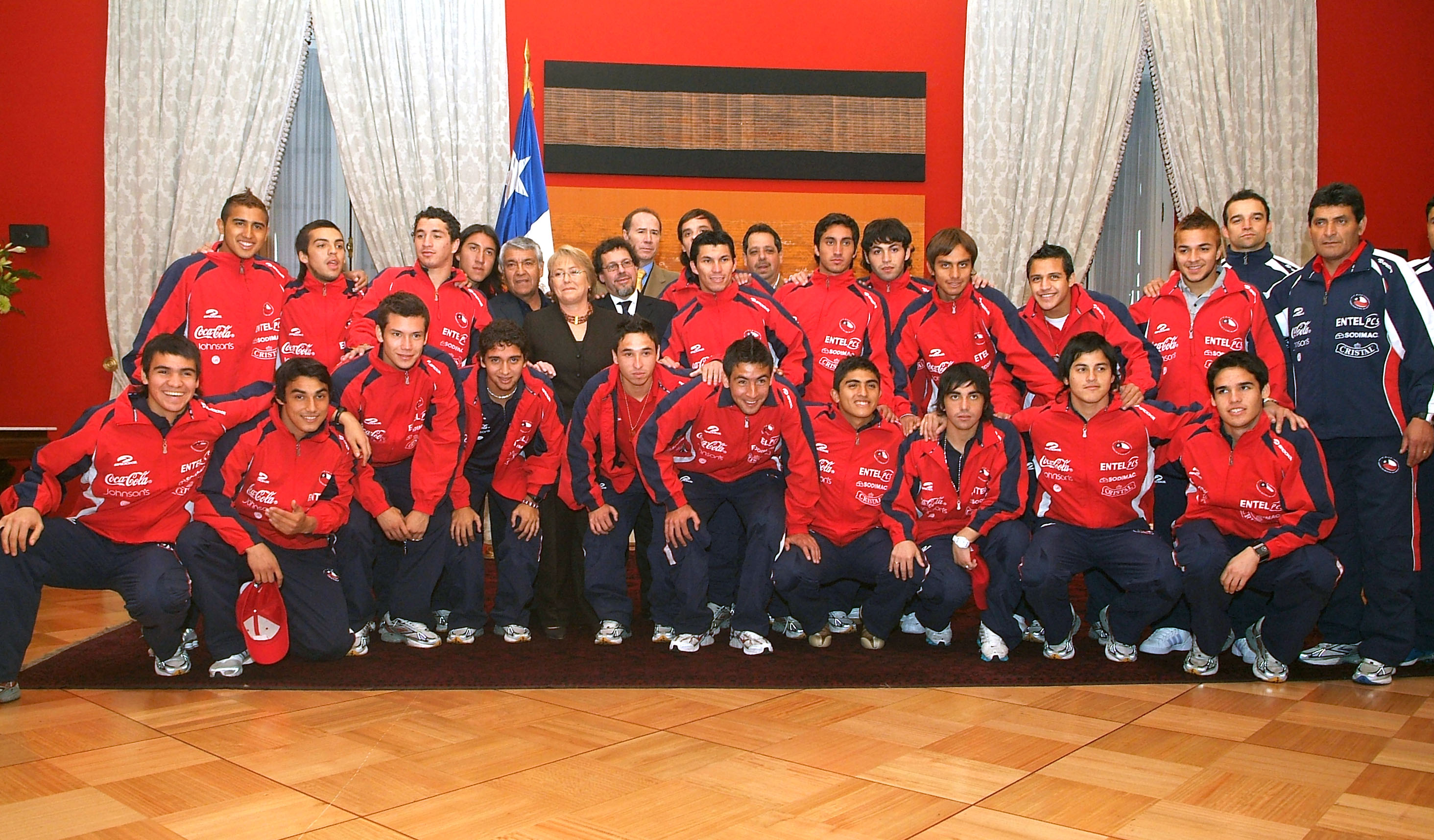
Alexis (segundo de rojo de derecha a izquierda en la fila superior) y la selección sub-20 en 2007, posando junto a la presidenta Michelle Bachelet y el ministro Ricardo Lagos Weber tras su tercer lugar en el Mundial.

Tiempo después jugaría el Sudamericano Sub-20 de Paraguay 2007, donde la selección de fútbol de Chile sub-20 obtuvo pasajes para el Mundial de Canadá 2007. En la competencia anotaría un tanto en el partido entre Chile y Brasil el cual acabaría 4-2 a favor de los brazucas por el Grupo A. La selección sub-20 no clasificaría a los Juegos Olímpicos de Pekín 2008, tras un partido polémico en el que Chile perdió 3-2 ante Paraguay.
En la Copa Mundial de la FIFA Sub-20 de 2007 en Canadá, pese a no disputar el primer encuentro donde Chile derrotaría por 3 a 0 al local Canadá, reapareció en el segundo, donde Chile ganaría por 3 a 0 sobre la República del Congo. Sánchez anotó el primer gol y tuvo una participación activa en los otros dos goles. En el encuentro efectuado frente a Austria, el técnico José Sulantay optó por mantenerlo en la banca, debido a una tarjeta amarilla obtenida en partido anterior. Por ello, no tuvo participación en el partido que terminaría en un 0 a 0 entre ambas selecciones, dejando a Chile como primero en el grupo y clasificándolo a octavos de final.
En la ronda de los 16 mejores, la escuadra nacional derrotó a Portugal 1 a 0 con gol de Arturo Vidal. Durante este partido, Alexis terminó con una luxación del hombro derecho, y fue reemplazado por Gerardo Cortés al minuto 75 de partido. A pesar de la lesión, Sánchez siempre fue un agente de peligro para los defensas portugueses, lo demuestran los tres tiros atajados con dificultad por Rui Patricio (el guardameta portugués), así como varias habilitaciones a Currimilla, Medina e Isla.
Sánchez reaparecería en el partido ante Nigeria por los cuartos de final del torneo. Sin embargo, las molestias lumbares que acarreaba desde el partido contra Congo, así como la lesión sufrida ante los portugueses, lo harían dejar el partido en el entretiempo. Chile ganaría el encuentro en el alargue, por 4 goles a 0: Jaime Grondona a los 96', Mauricio Isla a los 114' (penal) y a los 118', y Mathías Vidangossy a los 122'. Con ello, Chile accedió a las semifinales del Campeonato Sub-20. En semifinales cayeron contra Argentina por un claro 3 a 0, pero con un polémico arbitraje del alemán Wolfgang Stark, Alexis aun recuperándose de sus molestias físicas ingresaría al minuto 75 por Nicolás Medina sin ser gravitante en esos 15 minutos que alcanzó a jugar. Finalmente, el 22 de julio de 2007 disputaron el tercer lugar contra Austria en el Estadio Nacional de Toronto, partido el cual ganarían por la cuenta mínima con solitario gol de Hans Martínez al primer tiempo obteniendo el tercer lugar de la competición. Sánchez no jugaría este partido por decisión técnica.
El 7 de septiembre de 2007 marcó su primer gol en la selección adulta con tan solo 18 años, en la caída 1-2 frente a Suiza en un partido disputado en Viena, Austria. Poco después el 4 de junio de 2008 marcó su primer doblete por la selección en el triunfo 2-0 sobre Guatemala, amistoso jugado en el Estadio El Teniente de Rancagua.
| Torneo                      | Sede      | Resultado        | Partidos | Goles | Asis. |
| --------------------------- | --------- | ---------------- | -------- | ----- | ----- |
| Sudamericano Sub-16 de 2004 | Paraguay  | Cuartos de final | 2        | 0     | 0     |
| Sudamericano Sub-17 de 2005 | Venezuela | Primera fase     | 4        | 2     | 0     |
| Sudamericano Sub-20 de 2007 | Paraguay  | Cuarto lugar     | 8        | 1     | 2     |
| Total                       | Total     | Total            | 14       | 3     | 2     |

#### Detalles de partidos
| \| N.º \| Fecha \| Estadio \| Local \| Resultado \| Visitante \| Goles \| Asistencias \| Cambio \| DT \| Competición \| \| ----- \| ---------- \| --------------------------------------------------------- \| --------- \| ----------- \| --------- \| --------- \| ------------------------- \| --------------------------- \| ------------- \| --------------------------- \| \| 1 \| 11-09-2004 \| Estadio Antonio Oddone Sarubbi, Ciudad del Este, Paraguay \| Bolivia \| 3-1 \| Chile \| \| \| 37' por Jorge Cartes \| Jorge Aravena \| Sudamericano Sub-16 de 2004 \| \| 2 \| 17-09-2004 \| Estadio Antonio Oddone Sarubbi, Ciudad del Este, Paraguay \| Perú \| 0-0 \| Chile \| \| \| 55' por Rodrigo Tapia \| Jorge Aravena \| Sudamericano Sub-16 de 2004 \| \| 3 \| 02-04-2005 \| Estadio José Romero, Maracaibo, Venezuela \| Chile \| 1-0 \| Colombia \| \| \| 59' por Rodrigo Tapia \| Jorge Aravena \| Sudamericano Sub-17 de 2005 \| \| 4 \| 04-04-2005 \| Estadio José Romero, Maracaibo, Venezuela \| Chile \| 3-0 \| Perú \| 82' · 89' \| \| 55' por Michael Silva \| Jorge Aravena \| Sudamericano Sub-17 de 2005 \| \| 5 \| 06-04-2005 \| Estadio José Romero, Maracaibo, Venezuela \| Argentina \| 3-2 \| Chile \| \| \| \| Jorge Aravena \| Sudamericano Sub-17 de 2005 \| \| 6 \| 10-04-2005 \| Estadio José Romero, Maracaibo, Venezuela \| Uruguay \| 4-0 \| Chile \| \| \| \| Jorge Aravena \| Sudamericano Sub-17 de 2005 \| \| 7 \| 07-01-2007 \| Estadio Río Parapití, Pedro Juan Caballero, Paraguay \| Brasil \| 4-2 \| Chile \| 73' \| \| \| José Sulantay \| Sudamericano Sub-20 de 2007 \| \| 8 \| 09-01-2007 \| Estadio Río Parapití, Pedro Juan Caballero, Paraguay \| Paraguay \| 1-0 \| Chile \| \| \| \| José Sulantay \| Sudamericano Sub-20 de 2007 \| \| 9 \| 11-01-2007 \| Estadio Río Parapití, Pedro Juan Caballero, Paraguay \| Bolivia \| 0-4 \| Chile \| \| \| 63' por Jaime Grondona \| José Sulantay \| Sudamericano Sub-20 de 2007 \| \| 10 \| 13-01-2007 \| Estadio Río Parapití, Pedro Juan Caballero, Paraguay \| Perú \| 2-4 \| Chile \| \| 64' a Arturo Vidal \| 67' por Christian Sepúlveda \| José Sulantay \| Sudamericano Sub-20 de 2007 \| \| 11 \| 19-01-2007 \| Estadio Defensores del Chaco, Asunción, Paraguay \| Colombia \| 0-5 \| Chile \| \| 53' a Nicolás Medina Ríos \| 80' por Juan Pablo Arenas \| José Sulantay \| Sudamericano Sub-20 de 2007 \| \| 12 \| 21-01-2007 \| Estadio Feliciano Cáceres, Luque, Paraguay \| Brasil \| 2-2 \| Chile \| \| \| 62' por Christian Sepúlveda \| José Sulantay \| Sudamericano Sub-20 de 2007 \| \| 13 \| 23-01-2007 \| Estadio Defensores del Chaco, Asunción, Paraguay \| Chile \| 0-0 \| Argentina \| \| \| \| José Sulantay \| Sudamericano Sub-20 de 2007 \| \| 14 \| 28-01-2007 \| Estadio Defensores del Chaco, Asunción, Paraguay \| Chile \| 2-3 \| Paraguay \| \| \| 56' por Jaime Grondona \| José Sulantay \| Sudamericano Sub-20 de 2007 \| \| 15 \| 05-07-2007 \| Estadio de la Mancomunidad, Edmonton Canadá \| Chile \| 3-0 \| Congo \| 49' \| 75' a Nicolás Medina Ríos \| \| José Sulantay \| Copa Mundial Sub-20 de 2007 \| \| 16 \| 12-07-2007 \| Estadio Olímpico, Montreal, Canadá \| Chile \| 1-0 \| Portugal \| \| \| 75' por Gerardo Cortés \| José Sulantay \| Copa Mundial Sub-20 de 2007 \| \| 17 \| 15-07-2007 \| Estadio Olímpico, Montreal, Canadá \| Chile \| 4-0 (t. s.) \| Nigeria \| \| \| 46' por Jaime Grondona \| José Sulantay \| Copa Mundial Sub-20 de 2007 \| \| 18 \| 19-07-2007 \| Estadio Nacional, Toronto, Canadá \| Chile \| 0-3 \| Argentina \| \| \| 75' por Nicolás Medina Ríos \| José Sulantay \| Copa Mundial Sub-20 de 2007 \| \| Total \| \| Presencias \| 18 \| \| Goles \| 4 \| \| \| \| \| |            |                                                           |           |             |           |           |                           |                             |               |                             |
| N.º | Fecha      | Estadio                                                   | Local     | Resultado   | Visitante | Goles     | Asistencias               | Cambio                      | DT            | Competición                 |
| 1 | 11-09-2004 | Estadio Antonio Oddone Sarubbi, Ciudad del Este, Paraguay | Bolivia   | 3-1         | Chile     |           |                           | 37' por Jorge Cartes        | Jorge Aravena | Sudamericano Sub-16 de 2004 |
| 2 | 17-09-2004 | Estadio Antonio Oddone Sarubbi, Ciudad del Este, Paraguay | Perú      | 0-0         | Chile     |           |                           | 55' por Rodrigo Tapia       | Jorge Aravena | Sudamericano Sub-16 de 2004 |
| 3 | 02-04-2005 | Estadio José Romero, Maracaibo, Venezuela                 | Chile     | 1-0         | Colombia  |           |                           | 59' por Rodrigo Tapia       | Jorge Aravena | Sudamericano Sub-17 de 2005 |
| 4 | 04-04-2005 | Estadio José Romero, Maracaibo, Venezuela                 | Chile     | 3-0         | Perú      | 82' · 89' |                           | 55' por Michael Silva       | Jorge Aravena | Sudamericano Sub-17 de 2005 |
| 5 | 06-04-2005 | Estadio José Romero, Maracaibo, Venezuela                 | Argentina | 3-2         | Chile     |           |                           |                             | Jorge Aravena | Sudamericano Sub-17 de 2005 |
| 6 | 10-04-2005 | Estadio José Romero, Maracaibo, Venezuela                 | Uruguay   | 4-0         | Chile     |           |                           |                             | Jorge Aravena | Sudamericano Sub-17 de 2005 |
| 7 | 07-01-2007 | Estadio Río Parapití, Pedro Juan Caballero, Paraguay      | Brasil    | 4-2         | Chile     | 73'       |                           |                             | José Sulantay | Sudamericano Sub-20 de 2007 |
| 8 | 09-01-2007 | Estadio Río Parapití, Pedro Juan Caballero, Paraguay      | Paraguay  | 1-0         | Chile     |           |                           |                             | José Sulantay | Sudamericano Sub-20 de 2007 |
| 9 | 11-01-2007 | Estadio Río Parapití, Pedro Juan Caballero, Paraguay      | Bolivia   | 0-4         | Chile     |           |                           | 63' por Jaime Grondona      | José Sulantay | Sudamericano Sub-20 de 2007 |
| 10 | 13-01-2007 | Estadio Río Parapití, Pedro Juan Caballero, Paraguay      | Perú      | 2-4         | Chile     |           | 64' a Arturo Vidal        | 67' por Christian Sepúlveda | José Sulantay | Sudamericano Sub-20 de 2007 |
| 11 | 19-01-2007 | Estadio Defensores del Chaco, Asunción, Paraguay          | Colombia  | 0-5         | Chile     |           | 53' a Nicolás Medina Ríos | 80' por Juan Pablo Arenas   | José Sulantay | Sudamericano Sub-20 de 2007 |
| 12 | 21-01-2007 | Estadio Feliciano Cáceres, Luque, Paraguay                | Brasil    | 2-2         | Chile     |           |                           | 62' por Christian Sepúlveda | José Sulantay | Sudamericano Sub-20 de 2007 |
| 13 | 23-01-2007 | Estadio Defensores del Chaco, Asunción, Paraguay          | Chile     | 0-0         | Argentina |           |                           |                             | José Sulantay | Sudamericano Sub-20 de 2007 |
| 14 | 28-01-2007 | Estadio Defensores del Chaco, Asunción, Paraguay          | Chile     | 2-3         | Paraguay  |           |                           | 56' por Jaime Grondona      | José Sulantay | Sudamericano Sub-20 de 2007 |
| 15 | 05-07-2007 | Estadio de la Mancomunidad, Edmonton Canadá               | Chile     | 3-0         | Congo     | 49'       | 75' a Nicolás Medina Ríos |                             | José Sulantay | Copa Mundial Sub-20 de 2007 |
| 16 | 12-07-2007 | Estadio Olímpico, Montreal, Canadá                        | Chile     | 1-0         | Portugal  |           |                           | 75' por Gerardo Cortés      | José Sulantay | Copa Mundial Sub-20 de 2007 |
| 17 | 15-07-2007 | Estadio Olímpico, Montreal, Canadá                        | Chile     | 4-0 (t. s.) | Nigeria   |           |                           | 46' por Jaime Grondona      | José Sulantay | Copa Mundial Sub-20 de 2007 |
| 18 | 19-07-2007 | Estadio Nacional, Toronto, Canadá                         | Chile     | 0-3         | Argentina |           |                           | 75' por Nicolás Medina Ríos | José Sulantay | Copa Mundial Sub-20 de 2007 |
| Total |            | Presencias                                                | 18        |             | Goles     | 4         |                           |                             |               |                             |

### 2008-11: eliminatorias mundialistas y torneos internacionales
Recibió su primera nominación para disputar las Eliminatorias al Mundial de Sudáfrica 2010 en mayo de 2008 de la mano de Marcelo Bielsa. Debutó en Clasificatorias el 15 de junio de 2008, jugando los 90 minutos en el triunfo 2-0 sobre Bolivia en el Estadio Hernando Siles de La Paz por la Fecha 5. Marcó su primer gol en Clasificatorias y en partidos oficiales en la Fecha 11 en la victoria 3-1 sobre Perú en Lima partido en el que fue figura ya que aportó otras 2 asistencias. Luego por la Fecha 14 marcó un doblete en la goleada 4-0 de local sobre Bolivia en el Estadio Nacional Julio Martínez Pradanos. Resultó expulsado tras doble amarilla al minuto 77 contra Brasil de visita en Salvador de Bahía, partido que los chilenos perdieron por 4-2. Finalmente la selección chilena clasificó a la cita mundialista luego de vencer 4-2 a Colombia en Medellín, Sánchez no jugó este partido debido a que estaba suspendido.
El 26 de mayo de 2010 volvió a marcar otro doblete en la goleada 3 a 0 sobre Zambia jugado en el antiguo Estadio Municipal de Calama, siendo este un partido de preparativo de cara al Mundial de Sudáfrica. Cinco días después volvió a marcar un gol en el triunfo 2-0 sobre Israel en Concepción, otro amistoso previo al mundial de Sudáfrica. En el Mundial de Sudáfrica 2010, Sánchez debutó en el primer partido el 16 de junio frente a Honduras, partido el cual la selección chilena ganó uno a cero con gol de Jean Beausejour. También jugó el segundo partido en que Chile venció uno a cero a Suiza con anotación de Mark González, y el último partido de la fase de grupos en que la roja perdió 2 a 1 contra España, Alexis fue titular y salió al minuto 65 por Fabian Orellana. También jugó en el encuentro de octavos de final entre su selección y Brasil, en el que fueron derrotados por un claro 3 a 0 con Sánchez jugando todo el encuentro.
Finalizó 2010 marcando un tanto en el triunfo 2-0 sobre Uruguay en el Estadio Monumental, que significó el último partido de la roja en aquel año y también el último partido de Marcelo Bielsa en tierras chilenas antes de oficializar su renuncia en febrero de 2011 (su último partido al mando de Chile fue contra Estados Unidos pero en tierras norteamericanas).
El 19 de junio de 2011 marcó 1 gol en la goleada 4-0 sobre Estonia en el Estadio Monumental, saliendo al minuto 71 por Esteban Paredes. Todo esto en un amistoso preparatorio para la Copa América 2011. Un mes después, participó en la Copa América celebrada en Argentina, jugando en los cuatro partidos disputados por la selección chilena. En el torneo anotó un gol en el partido contra Uruguay, donde Chile empató 1 a 1. La selección llegó a cuartos de final tras ser derrotada por el cuadro de Venezuela. Sánchez fue elegido en dos ocasiones "Mejor Jugador del Partido", en los encuentros disputados ante México y Uruguay.

### 2011-14: segunda clasificación y Copa Mundial

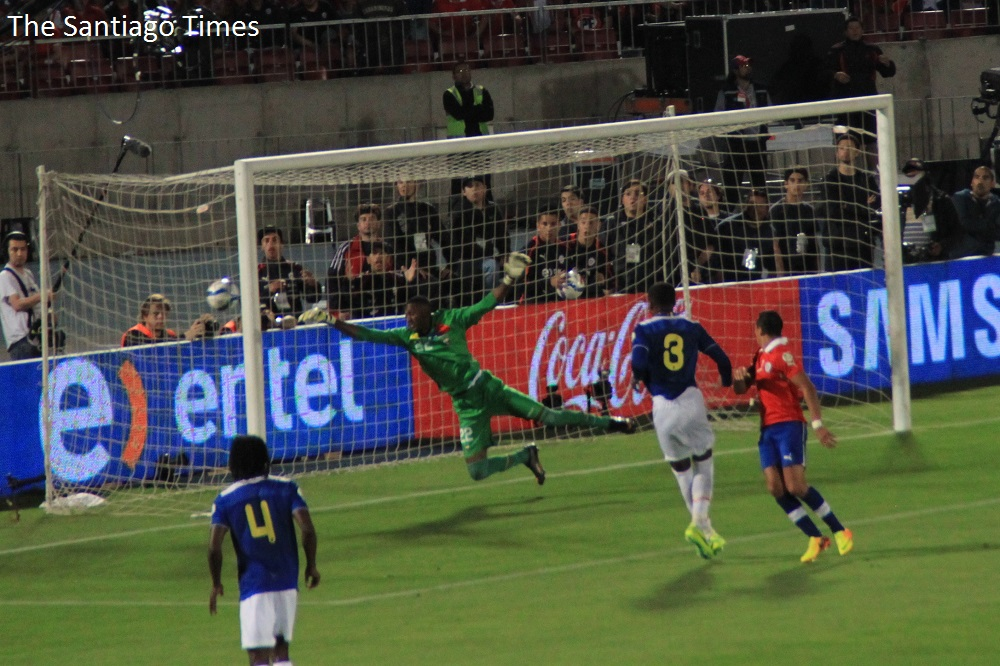
Sánchez anotando el 1:0 parcial en el duelo contra en octubre de 2013, finalmente el partido terminó 2-1 a favor y así La Roja clasificaba por primera vez a 2 mundiales consecutivos en cancha.

Tras perderse las primeras 3 fechas clasificatorias por lesiones, debutó en la cuarta contra Paraguay en el Estadio Nacional, partido que terminó 2-0 a favor de la Roja y así cerraban el año 2011 con 6 puntos en 4 partidos. Recién el 11 de junio de 2013 y en la decimocuarta fecha, logró marcar su primer gol en este proceso clasificatorio en el triunfo 3-1 sobre Bolivia de local, además este fue el primer gol de Alexis por Chile en más de 2 años (siendo su última anotación el 8 de julio de 2011 en el empate 1-1 contra Uruguay por la Copa América del aquel año). En la Fecha 17 marcó un doblete en la igualdad 3-3 contra Colombia en Barranquilla, en la última fecha marcó al minuto 34 de partido y tras un centro de Eugenio Mena, Alexis conectó un cabezazo para marcar el 1-0 parcial en un partido que Chile ganó 2-1 a Ecuador en el Estadio Nacional Julio Martínez Pradanos e hizo que clasificarán al mundial 2 veces seguidas en cancha por primera vez en su historia.
Yendo de menos a más, y tras unos irregulares 2011 y 2012, fue muy clave en la clasificación de Chile en la mundial en los últimos partidos clasificatorios de 2013, totalizando 12 partidos jugados y 4 goles en 1.072 minutos que estuvo en cancha siendo titular absoluto de la selección que acabó tercera en la clasificación.
El 14 de agosto de 2013 marcó un doblete en la goleada 6-0 sobre Irak, amistoso disputado en Copenhague, Dinamarca. Unos meses después, el 15 de noviembre del mismo año, Alexis confirmó su buen gran momento futbolístico con una notable actuación en el Wembley Stadium, donde se enfrentaron en un partido amistoso las selecciones inglesa y chilena. Marcó dos goles, emulando a uno de sus ídolos, Marcelo Salas, apodado Matador, quien en 1998 hizo lo mismo.

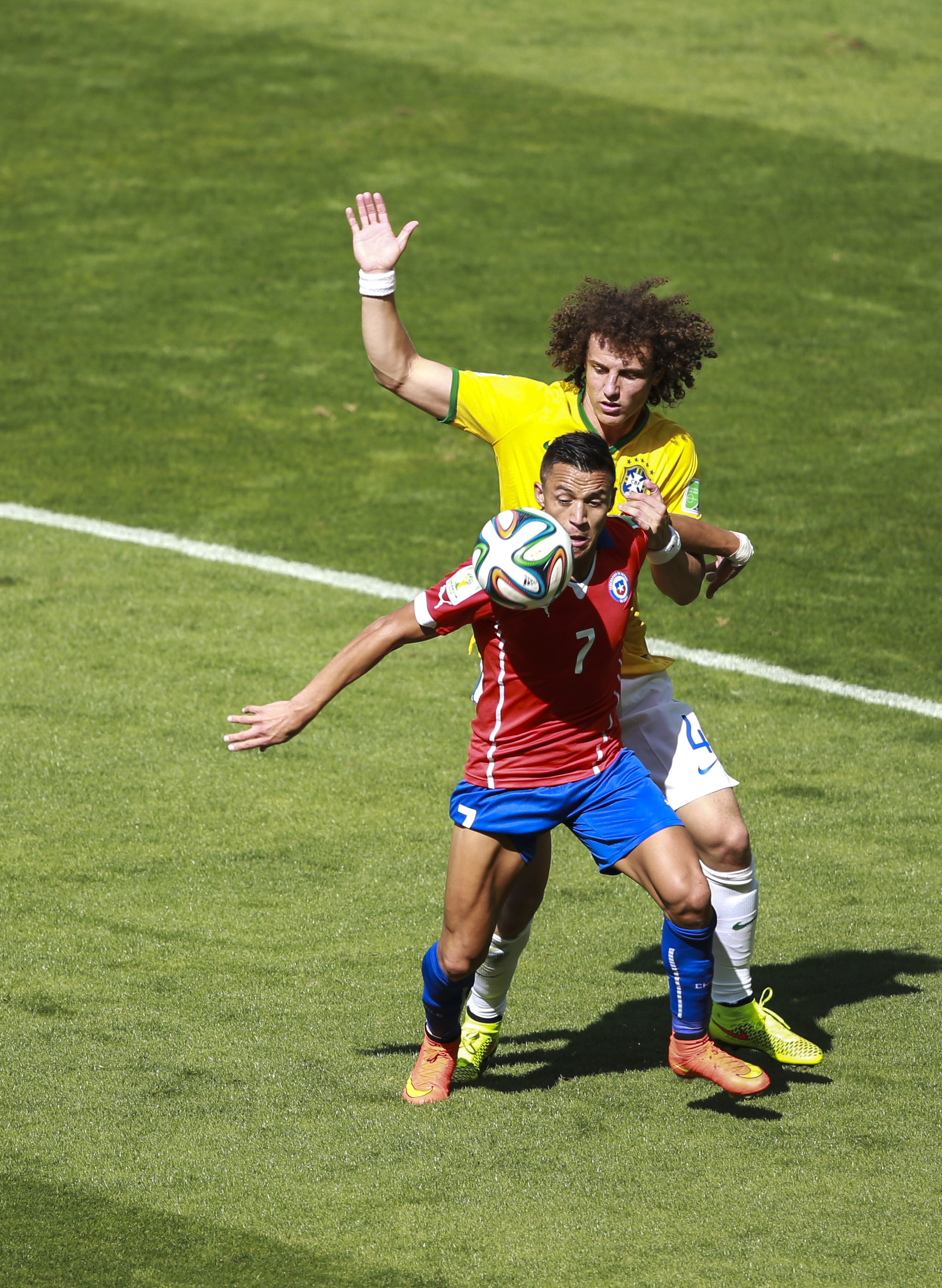
Sánchez contra David Luiz en el partido entre Chile y Brasil, durante el Mundial de Brasil 2014.

El 13 de mayo, el entrenador Jorge Sampaoli lo incluye en la lista preliminar de 30 jugadores para la Copa Mundial de Fútbol de 2014, finalmente fue ingreso en la lista final el 1 de junio.
El 13 de junio, La Roja debutó frente a la selección australiana en Cuiaba, Sánchez jugaría un gran partido, marcó el 1-0 parcial tras pase de Eduardo Vargas, en el 2-0 asistió a Jorge Valdivia, finalmente los pupilos de Jorge Sampaoli ganarían por 3-1, Alexis fue elegido el Jugador del Partido. En el segundo partido del Grupo B, Chile daría un batacazo y vencería por 2-0 a España (actuales campeones del mundo) y los eliminarían del mundial con Sánchez como figura, ya que en el 1-0, dio un pase a Charles Aránguiz y este asistió a Eduardo Vargas para que marcase el 1-0 en el Maracaná, después en el 2-0, patearia un tiro libre que despejó a medias Iker Casillas y Aránguiz anotaría el 2-0 final al minuto 43. En el tercer y último partido del Grupo para los chilenos, ya clasificados a la segunda fase, caerían por 2-0 frente al líder del Grupo, Holanda, los goles neerlandeses fueron obra de Memphis Depay y Leroy Fer, por lo que Chile acabó segundo en el Grupo con 6 puntos y por lo tanto, debía enfrentarse a su bestia negra en Mundiales y anfitrión, Brasil en octavos de final.
Dicho encuentro se jugó el 28 de junio, en el Estadio Mineirao de Belo Horizonte, al minuto 18 David Luiz anotaría el 1-0 tras un tiro de esquina, después al 32' Alexis encendería la ilusión chilena tras anotar el 1-1 parcial tras notable pase de Vargas y batir a Júlio César, después de 120 minutos de mucha lucha entre brasileños y chilenos en el Mineirao, en lanzamientos penales los "cariocas" vencerían por 3-2 a los chilenos, Alexis fue el encargado de ejecutar el segundo penal y Julio César atajó su disparo.
El 14 de octubre de 2014, Alexis marcó un gol en la goleada por 5-0 sobre Venezuela en el Estadio Huachipato-CAP Acero de Talcahuano, tras un centro de Eugenio Mena, saliendo minuto 84 siendo reemplazado por Mauricio Pinilla.

### 2015-2016: Generación dorada, eliminatorias y bicampeonato de América
Un año después de la dolorosa eliminación a manos de Brasil en el Mundial, se jugó la Copa América 2015 disputada en Chile donde muchos veían como una especie de revancha de sacarse la espinita del mundial, Alexis llegaría como una de las máximas figuras de Chile tras una gran temporada en Arsenal, junto con Claudio Bravo y Arturo Vidal.
En el primer partido dio una asistencia para que Eduardo Vargas marcara el 2-0 final contra Ecuador empezando con el pie derecho la Copa América. En el segundo partido siguió sin poder convertir (aunque le anularon un gol) en la igualdad 3-3 contra México, debido a esto le cayeron algunas críticas. Finalmente encontró el gol en el último partido del Grupo A, en la goleada 5-0 contra Bolivia que les significó terminar líderes de su Grupo con 7 puntos, marcando el 2-0 parcial durante el primer tiempo de palomita tras pase de Valdivia, partido en el que fue gran figura pese a jugar solo un tiempo, siendo reemplazado por Angelo Henríquez.
Después tuvo discretos partidos contra Uruguay y Perú en cuartos de final y semifinal respectivamente, explicado en parte por el juego brusco contra el tocopillano.
El 4 de julio, se jugó la final de la Copa América 2015 contra la Argentina de Messi en el Estadio Nacional Julio Martínez, Alexis al igual que todo el equipo chileno, jugó de gran manera y tuvo oportunidades para marcar, jugando como extremo izquierdo, sin embargo no se logró romper el empate sin goles. El partido terminaría por definirse desde el punto penal, y allí Alexis marcaría el tiro ganador que le daría a Chile su primera Copa América en su historia (tras 99 años de espera), anotando 4-1 final tras lanzar el cuarto penalti al estilo Panenka sobre Chiquito Romero.
Sánchez jugó todos los partidos de la Copa América 2015, marcó un gol y una asistencia, estuvo 525 minutos en cancha y pesar de su discreta Copa América fue parte del equipo ideal.
El 5 de septiembre de 2015, anotó el gol del triunfo en la victoria por 3-2 sobre Paraguay al minuto 82 como un amistoso de cara a las Clasificatorias Rusia 2018.

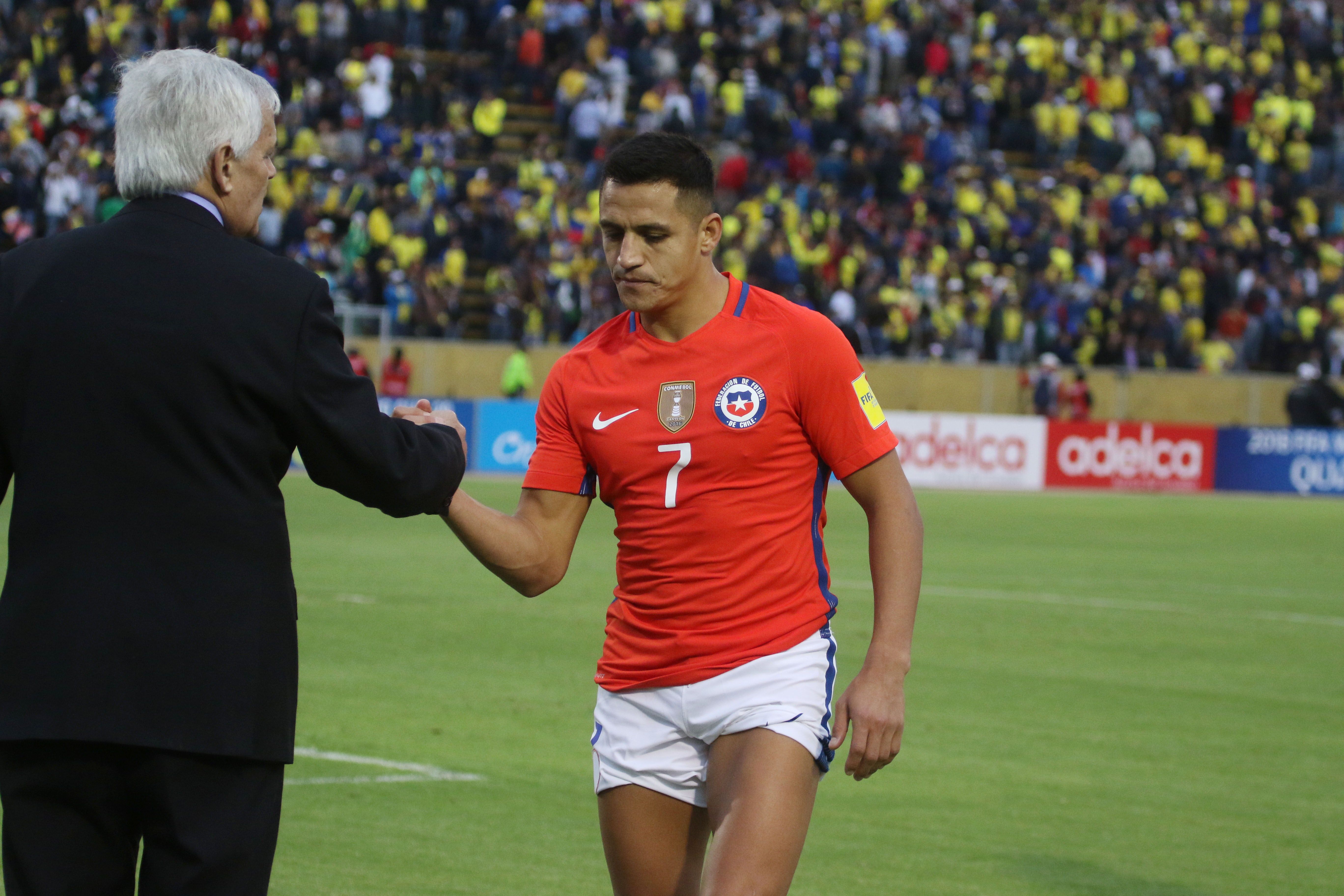
Alexis en el duelo contra Ecuador en Quito en octubre de 2016.

En el primer partido de la Clasificatoria rumbo a Rusia 2018 enfrentaron ni más ni menos que al pentacampeón del mundo Brasil en un Estadio Nacional completó, Chile empezaría con el pie derecho con un triunfo por 2-0 sobre la "scratch", Alexis tendría un papel fundamental, ya que cerró el triunfo tras un contragolpe encabezado por Arturo Vidal, y este se la cedió al 7 que solo tuvo que definir marcando el 2-0 final y también logrando derrotar a la Scratch después de 15 años. En la siguiente fecha volvió a marcar anotando 2 goles en triunfo 4-3 de visita sobre Perú en Lima, anotó el primer tanto chileno tras desborde de Isla para anotar su gol 30 con la selección y superar a Carlos Caszely (que era el tercer goleador histórico de Chile) y después marcó la cuarta anotación chilena y 4-2 momentáneo tras pase de Edu Vargas.
En la Copa América Centenario que se disputó en Estados Unidos, Alexis no tuvo un buen comienzo de torneo y no pudo evitar la caída de su selección por 1-2 contra Argentina. En el siguiente partido contra Bolivia el marcador estaba 1-1 cuando al final del partido en los minutos de descuentos, un desborde de Alexis tira un centro que golpea en el brazo del defensor boliviano Luis Gutiérrez y cobran falta penal, convirtiendo el penal por gol Vidal al minuto 100 de partido, así Chile logró ganar por un sufrido 2-1. En el último partido del Grupo D y al igual que en la Copa América anterior, Alexis marcó su primeros goles en el torneo en la victoria 4-2 sobre Panamá, también dio 1 asistencia siendo elegido el Jugador del Partido. Al minuto 14 de partido asistió a Eduardo Vargas para que marcase el 1-1 parcial, luego al 49' de partido marcó el 3-1 de volea anotando un golazo y cerró la goleada y la clasificación marcando el 4-2 final al minuto 88.
En los cuartos de final enfrentaron a México (quienes llegaban con una racha invicta de 22 partidos sin perder), Alexis tuvo una inmensa actuación anotando 1 gol y dando 2 asistencias, su primera participación fue la asistencia a Eduardo Vargas al minuto 44 para el 2-0 parcial, luego a los 4' del segundo tiempo recibió un pase de Vidal para marcar el 3-0 y solo 2 minutos después volvió a asistir a Vargas para marcar el 4-0 parcial en una histórica goleada por 7-0 sobre los mexicanos. En semifinales enfrentaron a Colombia y Alexis nuevamente fue una de las figuras del equipo chileno en la victoria 2-0 sobre los colombianos en el Soldier Field, cabe mencionar que en este partido Alexis llegó a los 100 duelos por la Selección Chilena, convirtiéndose en el segundo futbolista chileno que logra dicha hazaña después de Claudio Bravo.
La Final de la Copa Centenario fue el 26 de junio, y al igual que la Copa América anterior fue contra la Argentina de Messi, al minuto 3 de partido Alexis sufrió una falta en el tobillo izquierdo por parte del defensor argentino Gabriel Mercado, no obstante Alexis continuó jugando de gran manera y tuvo oportunidades para marcar, pero al igual que la final anterior no se logró romper el empate sin goles, en el minuto 103 del tiempo extra Alexis no pudo seguir y fue reemplazado por Francisco Silva, en la definición a penales Chile venció 4-2 a Argentina y el último penal ejecutado fue justamente del "Gato" Silva, logrando coronarse campeones en Estados Unidos y consiguiendo el Bicampeonato de América para Chile, en la ceremonia de premiación Alexis estaba con su pierna izquierda descalzo mostrando el tobillo totalmente hinchado.
Sánchez jugó los 6 partidos de la Copa América Centenario, anotó 3 goles y dio 2 asistencias (553 min en cancha) y fue elegido Mejor Jugador del torneo por la Conmebol, recibiendo el Balón de Oro y la entrega de la copa con sus compañeros.
Luego de no estar ante Colombia por lesión, Sánchez volvió el 15 de noviembre de 2016 ante Uruguay por la Fecha 12 y fue importante en el triunfo chileno por 3-1, ya que anotó el 2-1 tras un pase lateral de Jean Beausejour y definió el marcador tras un pase desde la mitad de la cancha de Marcelo Díaz, quedando mano a mano con Coates, venciéndolo en velocidad y definiendo ante Fernando Muslera, salió al minuto 83 siendo reemplazado por Nicolás Castillo, saliendo bajo una ovación, cabe destacar que Alexis superó a Iván Zamorano en la tabla de goleadores de Chile, quedando segundo con 36 tantos y uno solo de Salas.

### 2017-2018: máximo goleador, más presencias y derrotas internacionales
El 28 de marzo de 2017, en un partido clasificatorio de local ante Venezuela, Alexis abrió el marcador con un tiro libre a los 4 minutos de partido, igualando los 37 goles de Marcelo Salas como máximo anotador de la selección, y pese a un complicado segundo tiempo, donde falló un penal, Chile ganó 3:1, quedando temporalmente en zona de pase directo al Mundial de Fútbol.

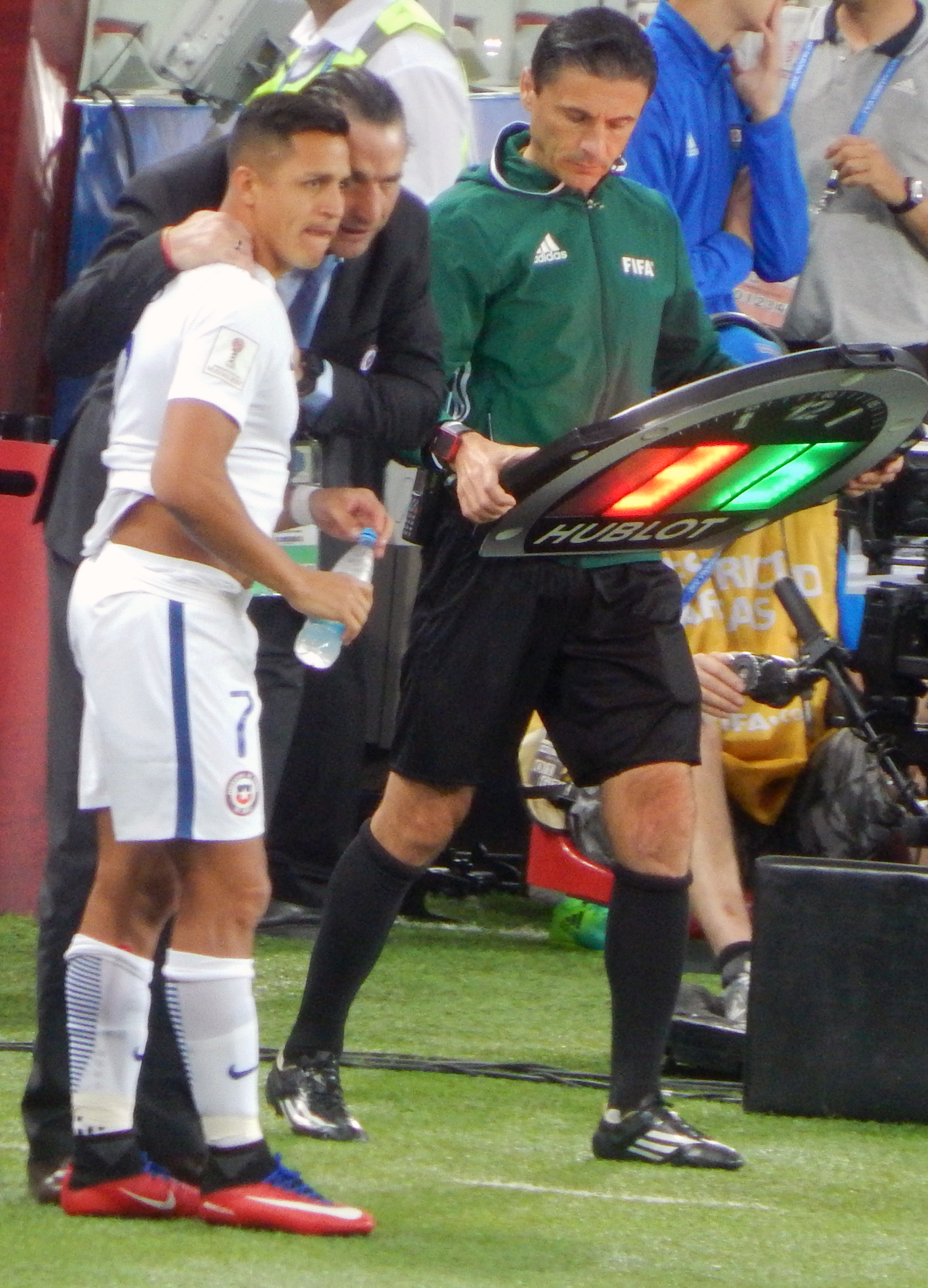
Sánchez recibiendo instrucciones de Juan Antonio Pizzi, previo a ingresar ante Camerún.

El 2 de junio, fue incluido en la nómina final de 23 jugadores para la Copa FIFA Confederaciones 2017, sin embargo, previo al inicio del torneo, sufrió un esguince en el tobillo izquierdo, convirtiéndose en duda para el partido inaugural del grupo B ante Camerún. Finalmente, el 18 de junio, Alexis ingresó en reemplazo de Edson Puch en el minuto 58 del partido ante Camerún, veintitrés minutos después asistió a Arturo Vidal para el primer tanto del encuentro y, ya finalizando el partido, un disparo suyo terminó en gol de Eduardo Vargas para el 2:0. En el segundo partido, ante Alemania, Alexis superó a Marcelo Salas como máximo goleador de la selección, después de anotar el 1:0 parcial a los seis minutos, e igualó las 112 apariciones de Claudio Bravo como el jugador con más presencias de Chile, el encuentro terminó empatado 1:1 con Alexis como el «Mejor Jugador del Partido». En la última fecha, Chile empató 1:1 con Australia, quedando segunda de grupo y teniendo que enfrentarse a Portugal en semifinales; el equipo tuvo un bajo nivel y «todo se redujo a la lucha solitaria» de Alexis, siendo quien dio la asistencia a Martín Rodríguez para igualar el encuentro.

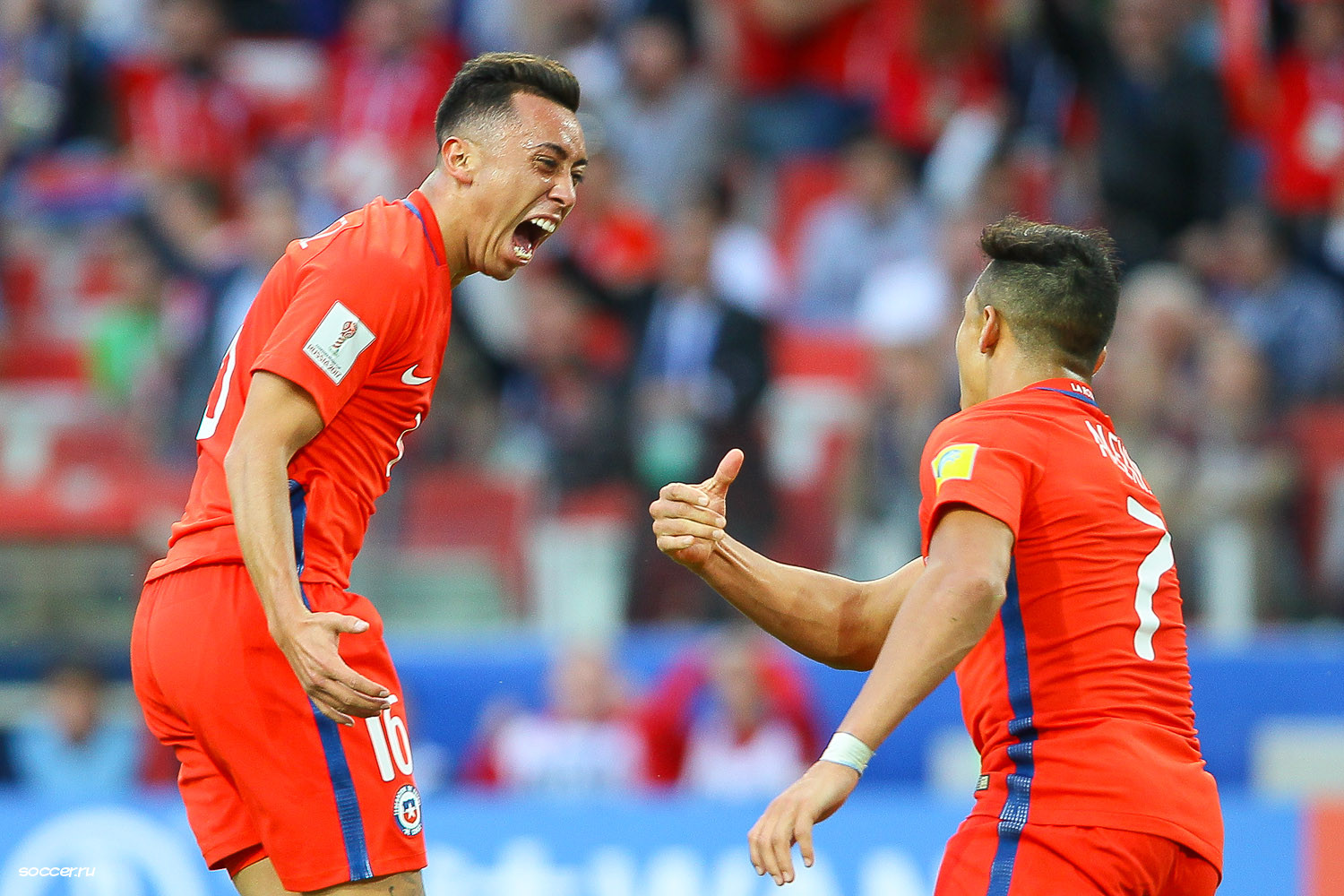
Martín Rodríguez (izquierda) celebrando junto a Alexis tras empatar el encuentro ante Australia

En semifinales, Chile ganó 3:0 en penales a Portugal tras un empate sin goles, con Alexis anotando uno de estos. El 2 de julio, en la final, Chile perdió 1:0 ante Alemania, Alexis, que tuvo algunas oportunidades durante el partido, fue galardonado con el Balón de Plata al segundo mejor jugador del torneo.

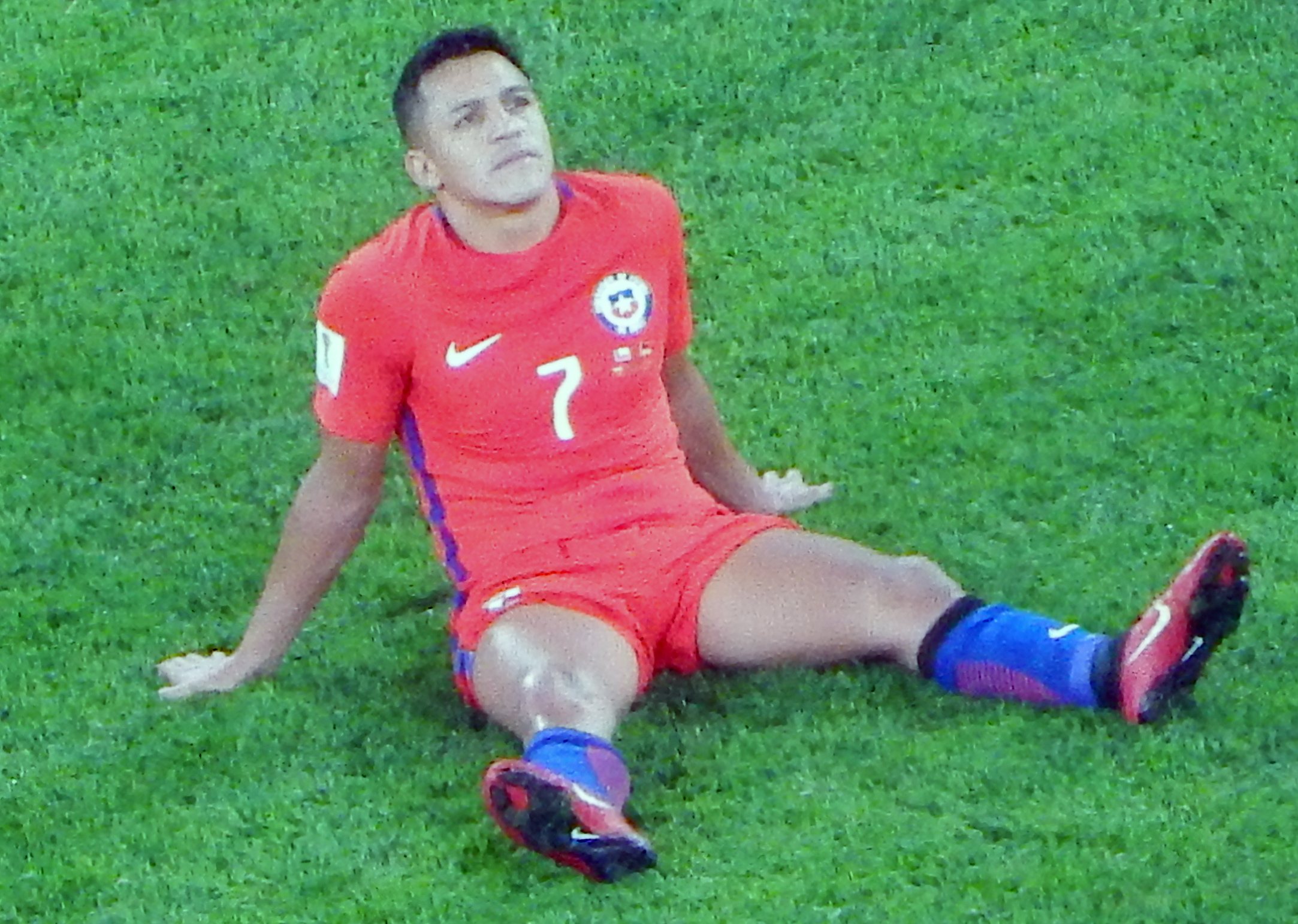
Alexis Sánchez tras la Final de la Copa Confederaciones 2017.

Tras el triunfo ante Venezuela todo parecía encaminado a que La Roja cerraría su clasificación a Rusia 2018, pero sucedió todo lo contrario y sufrieron derrotas inesperadas por 0-3 contra Paraguay de local y 0-1 contra Bolivia de visita por las Fechas 15 y 16 respectivamente, poniendo en peligro la clasificación al mundial. Para la Fecha 17 enfrentaban a Ecuador en el Estadio Monumental, con la obligación de ganar, este partido también marcó el primer partido como titular de Jorge Valdivia en la selección en 2 años, todo empezó bien para Chile ya que abrieron la cuenta al minuto 22 tras gol de Vargas luego de un pase de Valdivia, las cosas se comenzaron a complicar al final del partido luego que Romario Ibarra pusiera el empate al minuto 83, pero 3 minutos más tarde, Vidal robaría un balón cerca del área ecuatoriana se la cedería a Felipe Gutiérrez, este disparó y atajó el meta Máximo Banguera dejó rebote y ese rebote lo capturó Alexis quien solo tuvo que empujarla adentro para desatar la algarabía en el Monumental y ganar por un sufrido 2-1 y aún quedando con opciones de clasificar a Rusia. Ya en la fecha final, enfrentó ni más ni menos que a Brasil en el Allianz Parque, con un triunfo clasificaban de manera directa al Mundial y con un empate podían asegurar repechaje dependiendo de resultado, finalmente no sucedieron ninguna de las 2 cosas y la roja cayó por un claro 3-0 sobre la "verde-amarela", Gabriel Jesús (x2) y Paulinho marcaron para los brasileños.
El 24 de marzo de 2018, en el debut de la Era Rueda, Chile venció por 2-1 a Suecia en un amistoso disputado en Friends Arena de Estocolmo, en dicho partido Alexis alcanzó las 120 prensencias con Chile para convertirse en el jugador con más partidos, dejando atrás el empate que tenía con Claudio Bravo, a pesar de su bajo partido ante los suecos, Sánchez recibió un pase de Vidal al minuto 89', éste disparó, y el golero Kristoffer Nordfeldt atajó y en el rebote el debutante Marcos Bolados solo tuvo que empujar la pelota para marcar el 2-1 final.
El 16 de noviembre de 2018 volvió a marcar luego de 13 meses por la selección en el duelo contra Costa Rica en el Estadio El Teniente en Rancagua, marcó su gol 40 por la Roja al minuto 89 de partido poniendo el segundo descuento en la caída de local 2-3 contra los ticos. Cuatro días después, volvió a marcar en la goleada 4-1 sobre Honduras en el Estadio Germán Becker de Temuco, fue al minuto 61 tras fallar su lanzamiento penal y de rebote marcó el 3-1 parcial llegando a 41 goles por Chile.

### Copa América

#### Copa América 2019
Al principio se especulaba con que Alexis no se presentaría al torneo debido a que quería priorizar su descanso, para llegar en buen estado a la pretemporada con su equipo Manchester United. Esto en parte debido a la decepcionante temporada con el conjunto inglés además de llamar la atención de otros clubes europeos para un posible traspaso, además a diferencias de las 3 Copas Américas anteriores que jugó, el tocopillano no llegaba en un gran momento. Finalmente esta situación se zanjaría con un préstamo al Inter de Milán luego de largas negociaciones.
Sánchez finalmente sería confirmado en la nómina de la selección para el torneo continental, sin embargo estaba en duda su participación en el debut de Chile ante Japón en el Estadio Morumbi por una infección en el tobillo izquierdo. A pesar de las expectativas Sánchez sería titular en el encuentro ante los nipones, anotando el tercer gol al minuto 80 para la goleada de 4-0 además de asistir a Vargas en el último gol, luego salió al minuto 86 por Junior Fernandes y fue elegido el mejor jugador del partido. Alexis volvería a convertir en el partido siguiente ante Ecuador, el segundo gol del triunfo 2-1 (alcanzando las 43 conquistas con la roja), repitiendo también como figura del encuentro, terminó la fase de grupos sin anotar ante Uruguay en la derrota por la cuenta mínima en el Estadio Maracaná.
Ante Colombia por los cuartos de final Alexis no llegaría a convertir, terminando el encuentro en empate sin goles forzando los penales. En esa instancia y al igual que la final de 2015, Sánchez definiría el triunfo chileno al convertir el quinto penal, luego de que William Tesillo errára su lanzamiento. Alexis no volvería a anotar en las derrotas siguientes ante Perú y Argentina, en este último encuentro saldría del partido antes de los 20 minutos debido a problemas musculares en el isquiotibial izquierdo, siendo reemplazado por Junior Fernandes.
Alexis jugó todos los partidos, anotó 2 goles y dio una asistencia, siendo de los mejores jugadores de Chile junto a Charles Aránguiz y Erick Pulgar.

#### Copa América 2021
Fue parte de la nómina hecha por Martín Lasarte para disputar la Copa América 2021 participando solamente en la derrota ante Brasil en los cuartos de final debido a una lesión previo al torneo, saliendo en el entretiempo por Ben Brereton.

#### Copa America 2024
Fue parte de la lista de convocados hecha por Ricardo Gareca para disputar la Copa América 2024 su primer partido sería en el empate sin goles ante la selección peruana.Su segundo partido seria la derrota por 0-1 ante la selección argentina.Su tercer partido sería en el empate sin goles ante la selección canadiense, quedando la roja eliminada de forma controversial del certamen continental en primera fase, siendo su primera eliminación en fase de grupos desde 2004, también siendo Chile como Perú las dos únicas selecciones que no marcaron goles en el torneo.

#### Participaciones en Copa América
| Torneo                  | Sede                  | Resultado             | Partidos | Goles | Asist. |
| ----------------------- | --------------------- | --------------------- | -------- | ----- | ------ |
| Copa América 2011       | Argentina             | Cuartos de final      | 4        | 1     | 1      |
| Copa América 2015       | Chile                 | Campeón               | 6        | 1     | 0      |
| Copa América Centenario | Estados Unidos        | Campeón               | 6        | 3     | 0      |
| Copa América 2019       | Brasil                | Cuarto lugar          | 6        | 2     | 0      |
| Copa América 2021       | Brasil                | Cuartos de final      | 1        | 0     | 0      |
| Copa América 2024       | Estados Unidos        | Fase de grupos        | 3        | 0     | 0      |
| Total en Copa América   | Total en Copa América | Total en Copa América | 26       | 7     | 1      |

#### Participaciones en Copas FIFA Confederaciones
| Copa                           | Sede  | Resultado  | PJ | Goles | Asis. |
| ------------------------------ | ----- | ---------- | -- | ----- | ----- |
| Copa FIFA Confederaciones 2017 | Rusia | Subcampeón | 5  | 1     | 1     |

### Partidos internacionales
Actualizado al 29 de junio de 2024.
| Partidos internacionales | Partidos internacionales | Partidos internacionales                                                  | Partidos internacionales | Partidos internacionales | Partidos internacionales | Partidos internacionales | Partidos internacionales                                       | Partidos internacionales | Partidos internacionales            |
| N.º                      | Fecha                    | Estadio                                                                   | Local                    | Resultado                | Visitante                | Goles                    | Asistencias                                                    | DT                       | Competición                         |
| ------------------------ | ------------------------ | ------------------------------------------------------------------------- | ------------------------ | ------------------------ | ------------------------ | ------------------------ | -------------------------------------------------------------- | ------------------------ | ----------------------------------- |
| 1                        | 27 de abril de 2006      | Estadio Municipal Nicolás Chahuán Nazar, La Calera, Chile                 | Chile                    | 1-0                      | Nueva Zelanda            |                          |                                                                | Nelson Acosta            | Amistoso                            |
| 2                        | 24 de mayo de 2006       | Lansdowne Road, Dublín, Chile                                             | Irlanda                  | 0-1                      | Chile                    |                          |                                                                | Nelson Acosta            | Amistoso                            |
| 3                        | 30 de mayo de 2006       | Stade Municipal, Vittel, Francia                                          | Chile                    | 1-1                      | Costa de Marfil          |                          |                                                                | Nelson Acosta            | Amistoso                            |
| 4                        | 2 de junio de 2006       | Estadio Råsunda, Estocolmo, Suecia                                        | Suecia                   | 1-1                      | Chile                    |                          |                                                                | Nelson Acosta            | Amistoso                            |
| 5                        | 15 de agosto de 2006     | Estadio Nacional Julio Martínez Prádanos, Santiago, Chile                 | Chile                    | 1-2                      | Colombia                 |                          |                                                                | Nelson Acosta            | Amistoso                            |
| 6                        | 7 de febrero de 2007     | Estadio José Encarnación Romero, Maracaibo, Venezuela                     | Venezuela                | 0-1                      | Chile                    |                          |                                                                | Nelson Acosta            | Amistoso                            |
| 7                        | 18 de abril de 2007      | Estadio Malvinas Argentinas, Mendoza, Argentina                           | Argentina                | 0-0                      | Chile                    |                          |                                                                | Nelson Acosta            | Amistoso                            |
| 8                        | 7 de septiembre de 2007  | Estadio Ernst Happel, Viena, Austria                                      | Suiza                    | 2-1                      | Chile                    | 43'                      |                                                                | Marcelo Bielsa           | Amistoso                            |
| 9                        | 11 de septiembre de 2007 | Estadio Ernst Happel, Viena, Austria                                      | Austria                  | 0-2                      | Chile                    |                          | 66' a Hugo Droguett                                            | Marcelo Bielsa           | Amistoso                            |
| 10                       | 26 de marzo de 2008      | Ramat Gan Stadium, Ramat Gan, Israel                                      | Israel                   | 1-0                      | Chile                    |                          |                                                                | Marcelo Bielsa           | Amistoso                            |
| 11                       | 4 de junio de 2008       | Estadio El Teniente, Rancagua, Chile                                      | Chile                    | 2-0                      | Guatemala                | 2' · 36'                 |                                                                | Marcelo Bielsa           | Amistoso                            |
| 12                       | 15 de junio de 2008      | Estadio Hernando Siles, La Paz, Bolivia                                   | Bolivia                  | 0-2                      | Chile                    |                          |                                                                | Marcelo Bielsa           | Clasificatorias a Sudáfrica 2010    |
| 13                       | 19 de junio de 2008      | Estadio Olímpico Gral. José Antonio Anzoátegui, Puerto La Cruz, Venezuela | Venezuela                | 2-3                      | Chile                    |                          | 90+2' a Humberto Suazo                                         | Marcelo Bielsa           | Clasificatorias a Sudáfrica 2010    |
| 14                       | 20 de agosto de 2008     | Estadio İsmetpaşa, İzmit, Turquía                                         | Turquía                  | 1-0                      | Chile                    |                          |                                                                | Marcelo Bielsa           | Amistoso                            |
| 15                       | 7 de septiembre de 2008  | Estadio Nacional Julio Martínez Prádanos, Santiago, Chile                 | Chile                    | 0-3                      | Brasil                   |                          |                                                                | Marcelo Bielsa           | Clasificatorias a Sudáfrica 2010    |
| 16                       | 10 de septiembre de 2008 | Estadio Nacional Julio Martínez Prádanos, Santiago, Chile                 | Chile                    | 4-0                      | Colombia                 |                          | 48' a Ismael Fuentes                                           | Marcelo Bielsa           | Clasificatorias a Sudáfrica 2010    |
| 17                       | 12 de octubre de 2008    | Estadio Olímpico Atahualpa, Quito, Ecuador                                | Ecuador                  | 1-0                      | Chile                    |                          |                                                                | Marcelo Bielsa           | Clasificatorias a Sudáfrica 2010    |
| 18                       | 19 de noviembre de 2008  | Estadio El Madrigal, Villarreal, España                                   | España                   | 3-0                      | Chile                    |                          |                                                                | Marcelo Bielsa           | Amistoso                            |
| 19                       | 11 de febrero de 2009    | Estadio Peter Mokaba, Polokwane, Sudáfrica                                | Sudáfrica                | 0-2                      | Chile                    | 67'                      |                                                                | Marcelo Bielsa           | Amistoso                            |
| 20                       | 29 de marzo de 2009      | Estadio Monumental, Lima, Perú                                            | Perú                     | 1-3                      | Chile                    | 2'                       | 70' a Matías Fernández                                         | Marcelo Bielsa           | Clasificatorias a Sudáfrica 2010    |
| 21                       | 1 de abril de 2009       | Estadio Nacional Julio Martínez Prádanos, Santiago, Chile                 | Chile                    | 0-0                      | Uruguay                  |                          |                                                                | Marcelo Bielsa           | Clasificatorias a Sudáfrica 2010    |
| 22                       | 6 de junio de 2009       | Estadio Defensores del Chaco, Asunción, Paraguay                          | Paraguay                 | 0-2                      | Chile                    |                          | 13' a Matías Fernández                                         | Marcelo Bielsa           | Clasificatorias a Sudáfrica 2010    |
| 23                       | 10 de junio de 2009      | Estadio Nacional Julio Martínez Prádanos, Santiago, Chile                 | Chile                    | 4-0                      | Bolivia                  | 77' · 89'                |                                                                | Marcelo Bielsa           | Clasificatorias a Sudáfrica 2010    |
| 24                       | 12 de agosto de 2009     | Estadio Brøndby, Copenhague, Dinamarca                                    | Dinamarca                | 1-2                      | Chile                    | 68'                      |                                                                | Marcelo Bielsa           | Amistoso                            |
| 25                       | 6 de septiembre de 2009  | Estadio Monumental, Santiago, Chile                                       | Chile                    | 2-2                      | Venezuela                |                          |                                                                | Marcelo Bielsa           | Clasificatorias a Sudáfrica 2010    |
| 26                       | 10 de septiembre de 2009 | Estádio Roberto Santos, Salvador de Bahía, Brasil                         | Brasil                   | 4-2                      | Chile                    |                          |                                                                | Marcelo Bielsa           | Clasificatorias a Sudáfrica 2010    |
| 27                       | 14 de octubre de 2009    | Estadio Monumental, Santiago, Chile                                       | Chile                    | 1-0                      | Ecuador                  |                          |                                                                | Marcelo Bielsa           | Clasificatorias a Sudáfrica 2010    |
| 28                       | 26 de mayo de 2010       | Estadio Municipal de Calama, Calama, Chile                                | Chile                    | 3-0                      | Zambia                   | 52' · 83'                |                                                                | Marcelo Bielsa           | Amistoso                            |
| 29                       | 31 de mayo de 2010       | Estadio Municipal "Alcaldesa Ester Roa Rebolledo", Concepción, Chile      | Chile                    | 3-0                      | Israel                   | 49'                      |                                                                | Marcelo Bielsa           | Amistoso                            |
| 30                       | 16 de junio de 2010      | Estadio Mbombela, Nelspruit, Sudáfrica                                    | Honduras                 | 0-1                      | Chile                    |                          |                                                                | Marcelo Bielsa           | Copa Mundial de Fútbol 2010         |
| 31                       | 21 de junio de 2010      | Nelson Mandela Bay Stadium, Port Elizabeth, Sudáfrica                     | Chile                    | 1-0                      | Suiza                    |                          |                                                                | Marcelo Bielsa           | Copa Mundial de Fútbol 2010         |
| 32                       | 25 de junio de 2010      | Estadio Loftus Versfeld, Pretoria, Sudáfrica                              | Chile                    | 1-2                      | España                   |                          |                                                                | Marcelo Bielsa           | Copa Mundial de Fútbol 2010         |
| 33                       | 28 de junio de 2010      | Estadio Ellis Park, Johannesburgo, Sudáfrica                              | Brasil                   | 3-0                      | Chile                    |                          |                                                                | Marcelo Bielsa           | Copa Mundial de Fútbol 2010         |
| 34                       | 17 de noviembre de 2010  | Estadio Monumental, Santiago, Chile                                       | Chile                    | 2-0                      | Uruguay                  | 38'                      |                                                                | Marcelo Bielsa           | Amistoso                            |
| 35                       | 26 de marzo de 2011      | Estádio Dr. Magalhães Pessoa, Leiría, Portugal                            | Portugal                 | 1-1                      | Chile                    |                          |                                                                | Claudio Borghi           | Amistoso                            |
| 36                       | 29 de marzo de 2011      | Kyocera Stadion, La Haya, Países Bajos                                    | Chile                    | 2-0                      | Colombia                 |                          | 30' a Jean Beausejour                                          | Claudio Borghi           | Amistoso                            |
| 37                       | 19 de junio de 2011      | Estadio Monumental, Santiago, Chile                                       | Chile                    | 4-0                      | Estonia                  | 50'                      |                                                                | Claudio Borghi           | Amistoso                            |
| 38                       | 4 de julio de 2011       | Estadio San Juan del Bicentenario, San Juan, Argentina                    | Chile                    | 2-1                      | México                   |                          |                                                                | Claudio Borghi           | Copa América 2011                   |
| 39                       | 8 de julio de 2011       | Estadio Malvinas Argentinas, Mendoza, Argentina                           | Uruguay                  | 1-1                      | Chile                    | 64'                      |                                                                | Claudio Borghi           | Copa América 2011                   |
| 40                       | 12 de julio de 2011      | Estadio Malvinas Argentinas, Mendoza, Argentina                           | Chile                    | 1-0                      | Perú                     |                          |                                                                | Claudio Borghi           | Copa América 2011                   |
| 41                       | 17 de julio de 2011      | Estadio San Juan del Bicentenario, San Juan, Argentina                    | Chile                    | 1-2                      | Venezuela                |                          | 69' a Humberto Suazo                                           | Claudio Borghi           | Copa América 2011                   |
| 42                       | 10 de agosto de 2011     | Stade de la Mosson, Montpellier, Francia                                  | Francia                  | 1-1                      | Chile                    |                          | 76' a Nicolás Córdova                                          | Claudio Borghi           | Amistoso                            |
| 43                       | 2 de septiembre de 2011  | AFG Arena, San Galo, Suiza                                                | España                   | 3-2                      | Chile                    |                          | 20' a Eduardo Vargas                                           | Claudio Borghi           | Amistoso                            |
| 44                       | 4 de septiembre de 2011  | Estadio Cornellà-El Prat, Barcelona, España                               | Chile                    | 0-1                      | México                   |                          |                                                                | Claudio Borghi           | Amistoso                            |
| 45                       | 15 de noviembre de 2011  | Estadio Nacional Julio Martínez Prádanos, Santiago, Chile                 | Chile                    | 2-0                      | Paraguay                 |                          |                                                                | Claudio Borghi           | Clasificatorias a Brasil 2014       |
| 46                       | 29 de febrero de 2012    | PPL Park Stadium, Chester, Estados Unidos                                 | Chile                    | 1-1                      | Ghana                    |                          |                                                                | Claudio Borghi           | Amistoso                            |
| 47                       | 2 de junio de 2012       | Estadio Hernando Siles, La Paz, Bolivia                                   | Bolivia                  | 0-2                      | Chile                    |                          |                                                                | Claudio Borghi           | Clasificatorias a Brasil 2014       |
| 48                       | 9 de junio de 2012       | Estadio Olímpico Gral. José Antonio Anzoátegui, Puerto La Cruz, Venezuela | Venezuela                | 0-2                      | Chile                    |                          | 85' a Matías Fernández                                         | Claudio Borghi           | Clasificatorias a Brasil 2014       |
| 49                       | 15 de agosto de 2012     | Citi Field, Nueva York, Estados Unidos                                    | Ecuador                  | 3-0                      | Chile                    |                          |                                                                | Claudio Borghi           | Amistoso                            |
| 50                       | 11 de septiembre de 2012 | Estadio Monumental, Santiago, Chile                                       | Chile                    | 1-3                      | Colombia                 |                          |                                                                | Claudio Borghi           | Clasificatorias a Brasil 2014       |
| 51                       | 12 de octubre de 2012    | Estadio Olímpico Atahualpa, Quito, Ecuador                                | Ecuador                  | 3-1                      | Chile                    |                          |                                                                | Claudio Borghi           | Clasificatorias a Brasil 2014       |
| 52                       | 16 de octubre de 2012    | Estadio Nacional Julio Martínez Prádanos, Santiago, Chile                 | Chile                    | 1-2                      | Argentina                |                          |                                                                | Claudio Borghi           | Clasificatorias a Brasil 2014       |
| 53                       | 14 de noviembre de 2012  | AFG Arena, San Galo, Suiza                                                | Serbia                   | 3-1                      | Chile                    |                          |                                                                | Claudio Borghi           | Amistoso                            |
| 54                       | 6 de febrero de 2013     | Estadio Vicente Calderón, Madrid, España                                  | Chile                    | 2-1                      | Egipto                   |                          | 59' a Eduardo Vargas                                           | Jorge Sampaoli           | Amistoso                            |
| 55                       | 22 de marzo de 2013      | Estadio Nacional del Perú, Lima, Perú                                     | Perú                     | 1-0                      | Chile                    |                          |                                                                | Jorge Sampaoli           | Clasificatorias a Brasil 2014       |
| 56                       | 7 de junio de 2013       | Estadio Defensores del Chaco, Asunción, Paraguay                          | Paraguay                 | 1-2                      | Chile                    |                          | 56' a Arturo Vidal                                             | Jorge Sampaoli           | Clasificatorias a Brasil 2014       |
| 57                       | 11 de junio de 2013      | Estadio Nacional Julio Martínez Prádanos, Santiago, Chile                 | Chile                    | 3-1                      | Bolivia                  | 17'                      |                                                                | Jorge Sampaoli           | Clasificatorias a Brasil 2014       |
| 58                       | 14 de agosto de 2013     | Estadio Brøndby, Copenhague, Dinamarca                                    | Irak                     | 0-6                      | Chile                    | 21' · 28'                | 36' a Jean Beausejour, 45+1' a Jean Beausejour                 | Jorge Sampaoli           | Amistoso                            |
| 59                       | 6 de septiembre de 2013  | Estadio Nacional Julio Martínez Prádanos, Santiago                        | Chile                    | 3-0                      | Venezuela                |                          | 85' a Arturo Vidal                                             | Jorge Sampaoli           | Clasificatorias a Brasil 2014       |
| 60                       | 10 de septiembre de 2013 | Stade de Genève, Ginebra, Suiza                                           | España                   | 2-2                      | Chile                    |                          |                                                                | Jorge Sampaoli           | Amistoso                            |
| 61                       | 11 de octubre de 2013    | Estadio Metropolitano Roberto Meléndez, Barranquilla, Colombia            | Colombia                 | 3-3                      | Chile                    | 21' · 29'                |                                                                | Jorge Sampaoli           | Clasificatorias a Brasil 2014       |
| 62                       | 15 de octubre de 2013    | Estadio Nacional Julio Martínez Prádanos, Santiago, Chile                 | Chile                    | 2-1                      | Ecuador                  | 34'                      | 37' a Gary Medel                                               | Jorge Sampaoli           | Clasificatorias a Brasil 2014       |
| 63                       | 15 de noviembre de 2013  | Estadio de Wembley, Londres, Inglaterra                                   | Inglaterra               | 0-2                      | Chile                    | 7' · 90+4'               |                                                                | Jorge Sampaoli           | Amistoso                            |
| 64                       | 19 de noviembre de 2013  | Rogers Centre, Toronto, Canadá                                            | Brasil                   | 2-1                      | Chile                    |                          |                                                                | Jorge Sampaoli           | Amistoso                            |
| 65                       | 5 de marzo de 2014       | Mercedes-Benz Arena, Stuttgart, Alemania                                  | Alemania                 | 1-0                      | Chile                    |                          |                                                                | Jorge Sampaoli           | Amistoso                            |
| 66                       | 30 de mayo de 2014       | Estadio Nacional Julio Martínez Prádanos, Santiago, Chile                 | Chile                    | 3-2                      | Egipto                   |                          | 25' a Marcelo Díaz, 60' a Eduardo Vargas, 77' a Eduardo Vargas | Jorge Sampaoli           | Amistoso                            |
| 67                       | 4 de junio de 2014       | Estadio Elías Figueroa Brander, Valparaíso, Chile                         | Chile                    | 2-0                      | Irlanda del Norte        |                          | 79' a Eduardo Vargas, 82' a Mauricio Pinilla                   | Jorge Sampaoli           | Amistoso                            |
| 68                       | 13 de junio de 2014      | Arena Pantanal, Cuiabá, Brasil                                            | Chile                    | 3-1                      | Australia                | 12'                      | 14' a Jorge Valdivia                                           | Jorge Sampaoli           | Copa Mundial de Fútbol 2014         |
| 69                       | 18 de junio de 2014      | Estadio Maracaná, Río de Janeiro, Brasil                                  | España                   | 0-2                      | Chile                    |                          |                                                                | Jorge Sampaoli           | Copa Mundial de Fútbol 2014         |
| 70                       | 23 de junio de 2014      | Arena Corinthians, São Paulo, Brasil                                      | Países Bajos             | 2-0                      | Chile                    |                          |                                                                | Jorge Sampaoli           | Copa Mundial de Fútbol 2014         |
| 71                       | 28 de junio de 2014      | Estadio Mineirão, Belo Horizonte, Brasil                                  | Brasil                   | 1-1 (t. s.) 3-2p         | Chile                    | 32'                      |                                                                | Jorge Sampaoli           | Copa Mundial de Fútbol 2014         |
| 72                       | 6 de septiembre de 2014  | Levi's Stadium, Santa Clara, Estados Unidos                               | México                   | 0-0                      | Chile                    |                          |                                                                | Jorge Sampaoli           | Amistoso                            |
| 73                       | 9 de septiembre de 2014  | Lockhart Stadium, Fort Lauderdale, Estados Unidos                         | Chile                    | 1-0                      | Haití                    |                          |                                                                | Jorge Sampaoli           | Amistoso                            |
| 74                       | 10 de octubre de 2014    | Estadio Elías Figueroa Brander, Valparaíso, Chile                         | Chile                    | 3-0                      | Perú                     |                          | 28' a Eduardo Vargas                                           | Jorge Sampaoli           | Amistoso                            |
| 75                       | 14 de octubre de 2014    | Estadio Francisco Sánchez Rumoroso, Coquimbo, Chile                       | Chile                    | 2-2                      | Bolivia                  |                          |                                                                | Jorge Sampaoli           | Amistoso                            |
| 76                       | 14 de noviembre de 2014  | Estadio CAP, Talcahuano, Chile                                            | Chile                    | 5-0                      | Venezuela                | 17'                      | 78' a Rodrigo Millar                                           | Jorge Sampaoli           | Amistoso                            |
| 77                       | 18 de noviembre de 2014  | Estadio Monumental, Santiago, Chile                                       | Chile                    | 1-2                      | Uruguay                  | 27'                      |                                                                | Jorge Sampaoli           | Amistoso                            |
| 78                       | 26 de marzo de 2015      | NV Arena, Sankt Pölten, Austria                                           | Irán                     | 2-0                      | Chile                    |                          |                                                                | Jorge Sampaoli           | Amistoso                            |
| 79                       | 29 de marzo de 2015      | Emirates Stadium, Londres, Inglaterra                                     | Brasil                   | 1-0                      | Chile                    |                          |                                                                | Jorge Sampaoli           | Amistoso                            |
| 80                       | 5 de junio de 2015       | Estadio El Teniente, Rancagua, Chile                                      | Chile                    | 1-0                      | El Salvador              |                          |                                                                | Jorge Sampaoli           | Amistoso                            |
| 81                       | 11 de junio de 2015      | Estadio Nacional Julio Martínez Prádanos, Santiago, Chile                 | Chile                    | 2-0                      | Ecuador                  |                          | 83' a Eduardo Vargas                                           | Jorge Sampaoli           | Copa América 2015                   |
| 82                       | 15 de junio de 2015      | Estadio Nacional Julio Martínez Prádanos, Santiago, Chile                 | Chile                    | 3-3                      | México                   |                          |                                                                | Jorge Sampaoli           | Copa América 2015                   |
| 83                       | 19 de junio de 2015      | Estadio Nacional Julio Martínez Prádanos, Santiago, Chile                 | Chile                    | 5-0                      | Bolivia                  | 37'                      |                                                                | Jorge Sampaoli           | Copa América 2015                   |
| 84                       | 24 de junio de 2015      | Estadio Nacional Julio Martínez Prádanos, Santiago, Chile                 | Chile                    | 1-0                      | Uruguay                  |                          |                                                                | Jorge Sampaoli           | Copa América 2015                   |
| 85                       | 29 de junio de 2015      | Estadio Nacional Julio Martínez Prádanos, Santiago, Chile                 | Chile                    | 2-1                      | Perú                     |                          |                                                                | Jorge Sampaoli           | Copa América 2015                   |
| 86                       | 4 de julio de 2015       | Estadio Nacional Julio Martínez Prádanos, Santiago, Chile                 | Chile                    | 0-0 (t. s.) 4-1p         | Argentina                |                          |                                                                | Jorge Sampaoli           | Copa América 2015                   |
| 87                       | 5 de septiembre de 2015  | Estadio Nacional Julio Martínez Prádanos, Santiago, Chile                 | Chile                    | 3-2                      | Paraguay                 | 82'                      |                                                                | Jorge Sampaoli           | Amistoso                            |
| 88                       | 8 de octubre de 2015     | Estadio Nacional Julio Martínez Prádanos, Santiago, Chile                 | Chile                    | 2-0                      | Brasil                   | 89'                      |                                                                | Jorge Sampaoli           | Clasificatorias a Rusia 2018        |
| 89                       | 13 de octubre de 2015    | Estadio Nacional del Perú, Lima, Perú                                     | Perú                     | 3-4                      | Chile                    | 7' · 43'                 | 49' a Eduardo Vargas                                           | Jorge Sampaoli           | Clasificatorias a Rusia 2018        |
| 90                       | 12 de noviembre de 2015  | Estadio Nacional Julio Martínez Prádanos, Santiago, Chile                 | Chile                    | 1-1                      | Colombia                 |                          |                                                                | Jorge Sampaoli           | Clasificatorias a Rusia 2018        |
| 91                       | 17 de noviembre de 2015  | Estadio Centenario, Montevideo, Uruguay                                   | Uruguay                  | 3-0                      | Chile                    |                          |                                                                | Jorge Sampaoli           | Clasificatorias a Rusia 2018        |
| 92                       | 24 de marzo de 2016      | Estadio Nacional Julio Martínez Prádanos, Santiago, Chile                 | Chile                    | 1-2                      | Argentina                |                          |                                                                | Juan Antonio Pizzi       | Clasificatorias a Rusia 2018        |
| 93                       | 29 de marzo de 2016      | Estadio Agustín Tovar, Barinas, Venezuela                                 | Venezuela                | 1-4                      | Chile                    |                          | 33' a Mauricio Pinilla, 90+1' a Arturo Vidal                   | Juan Antonio Pizzi       | Clasificatorias a Rusia 2018        |
| 94                       | 27 de mayo de 2016       | Estadio Sausalito, Viña del Mar, Chile                                    | Chile                    | 1-2                      | Jamaica                  |                          |                                                                | Juan Antonio Pizzi       | Amistoso                            |
| 95                       | 1 de junio de 2016       | Estadio Qualcomm, San Diego, Estados Unidos                               | México                   | 1-0                      | Chile                    |                          |                                                                | Juan Antonio Pizzi       | Amistoso                            |
| 96                       | 6 de junio de 2016       | Levi's Stadium, Santa Clara, Estados Unidos                               | Argentina                | 2-1                      | Chile                    |                          |                                                                | Juan Antonio Pizzi       | Copa América Centenario             |
| 97                       | 10 de junio de 2016      | Gillette Stadium, Foxborough, Estados Unidos                              | Chile                    | 2-1                      | Bolivia                  |                          |                                                                | Juan Antonio Pizzi       | Copa América Centenario             |
| 98                       | 14 de junio de 2016      | Lincoln Financial Field, Filadelfia, Estados Unidos                       | Chile                    | 4-2                      | Panamá                   | 50' · 89'                |                                                                | Juan Antonio Pizzi       | Copa América Centenario             |
| 99                       | 18 de junio de 2016      | Levi's Stadium, Santa Clara, Estados Unidos                               | México                   | 0-7                      | Chile                    | 49'                      | 44' a Eduardo Vargas, 52' a Eduardo Vargas                     | Juan Antonio Pizzi       | Copa América Centenario             |
| 100                      | 22 de junio de 2016      | Soldier Field, Chicago, Estados Unidos                                    | Colombia                 | 0-2                      | Chile                    |                          |                                                                | Juan Antonio Pizzi       | Copa América Centenario             |
| 101                      | 26 de junio de 2016      | MetLife Stadium, East Rutherford, Estados Unidos                          | Argentina                | 0-0 (t. s.) 2-4p         | Chile                    |                          |                                                                | Juan Antonio Pizzi       | Copa América Centenario             |
| 102                      | 1 de septiembre de 2016  | Estadio Defensores del Chaco, Asunción, Paraguay                          | Paraguay                 | 2-1                      | Chile                    |                          |                                                                | Juan Antonio Pizzi       | Clasificatorias a Rusia 2018        |
| 103                      | 6 de septiembre de 2016  | Estadio Monumental, Santiago, Chile                                       | Chile                    | 3-0                      | Bolivia                  |                          |                                                                | Juan Antonio Pizzi       | Clasificatorias a Rusia 2018        |
| 104                      | 6 de octubre de 2016     | Estadio Olímpico Atahualpa, Quito, Ecuador                                | Ecuador                  | 3-0                      | Chile                    |                          |                                                                | Juan Antonio Pizzi       | Clasificatorias a Rusia 2018        |
| 105                      | 11 de octubre de 2016    | Estadio Nacional Julio Martínez Prádanos, Santiago, Chile                 | Chile                    | 2-1                      | Perú                     |                          |                                                                | Juan Antonio Pizzi       | Clasificatorias a Rusia 2018        |
| 106                      | 15 de noviembre de 2016  | Estadio Nacional Julio Martínez Prádanos, Santiago, Chile                 | Chile                    | 3-1                      | Uruguay                  | 60' · 75'                |                                                                | Juan Antonio Pizzi       | Clasificatorias a Rusia 2018        |
| 107                      | 23 de marzo de 2017      | Estadio Antonio Vespucio Liberti, Buenos Aires, Argentina                 | Argentina                | 1-0                      | Chile                    |                          |                                                                | Juan Antonio Pizzi       | Clasificatorias a Rusia 2018        |
| 108                      | 28 de marzo de 2017      | Estadio Monumental, Santiago, Chile                                       | Chile                    | 3-1                      | Venezuela                | 4'                       | 22' a Esteban Paredes                                          | Juan Antonio Pizzi       | Clasificatorias a Rusia 2018        |
| 109                      | 9 de junio de 2017       | VEB Arena, Moscú, Rusia                                                   | Rusia                    | 1-1                      | Chile                    |                          | 55' a Mauricio Isla                                            | Juan Antonio Pizzi       | Amistoso                            |
| 110                      | 13 de junio de 2017      | Cluj Arena, Cluj, Rumanía                                                 | Rumania                  | 3-2                      | Chile                    |                          | 7' a Eduardo Vargas                                            | Juan Antonio Pizzi       | Amistoso                            |
| 111                      | 18 de junio de 2017      | Otkrytie Arena, Moscú, Rusia                                              | Camerún                  | 0-2                      | Chile                    |                          | 81' a Arturo Vidal                                             | Juan Antonio Pizzi       | Copa Confederaciones 2017           |
| 112                      | 22 de junio de 2017      | Kazán Arena, Kazán, Rusia                                                 | Alemania                 | 1-1                      | Chile                    | 5'                       |                                                                | Juan Antonio Pizzi       | Copa Confederaciones 2017           |
| 113                      | 25 de junio de 2017      | Otkrytie Arena, Moscú, Rusia                                              | Chile                    | 1-1                      | Australia                |                          |                                                                | Juan Antonio Pizzi       | Copa Confederaciones 2017           |
| 114                      | 28 de junio de 2017      | Kazán Arena, Kazán, Rusia                                                 | Portugal                 | 0-0 (t. s.) 0-3p         | Chile                    |                          |                                                                | Juan Antonio Pizzi       | Copa Confederaciones 2017           |
| 115                      | 2 de julio de 2017       | Estadio Krestovski, San Petersburgo, Rusia                                | Chile                    | 0-1                      | Alemania                 |                          |                                                                | Juan Antonio Pizzi       | Copa Confederaciones 2017           |
| 116                      | 31 de agosto de 2017     | Estadio Monumental, Santiago, Chile                                       | Chile                    | 0-3                      | Paraguay                 |                          |                                                                | Juan Antonio Pizzi       | Clasificatorias a Rusia 2018        |
| 117                      | 5 de septiembre de 2017  | Estadio Hernando Siles, La Paz, Bolivia                                   | Bolivia                  | 1-0                      | Chile                    |                          |                                                                | Juan Antonio Pizzi       | Clasificatorias a Rusia 2018        |
| 118                      | 5 de octubre de 2017     | Estadio Monumental, Santiago, Chile                                       | Chile                    | 2-1                      | Ecuador                  | 84'                      |                                                                | Juan Antonio Pizzi       | Clasificatorias a Rusia 2018        |
| 119                      | 10 de octubre de 2017    | Allianz Parque, São Paulo, Brasil                                         | Brasil                   | 3-0                      | Chile                    |                          |                                                                | Juan Antonio Pizzi       | Clasificatorias a Rusia 2018        |
| 120                      | 24 de marzo de 2018      | Friends Arena, Estocolmo, Suecia                                          | Suecia                   | 1-2                      | Chile                    |                          |                                                                | Reinaldo Rueda           | Amistoso                            |
| 121                      | 27 de marzo de 2018      | Aalborg Portland Park, Aalborg, Dinamarca                                 | Dinamarca                | 0-0                      | Chile                    |                          |                                                                | Reinaldo Rueda           | Amistoso                            |
| 122                      | 16 de octubre de 2018    | Estadio La Corregidora, Querétaro, México                                 | México                   | 0-1                      | Chile                    |                          |                                                                | Reinaldo Rueda           | Amistoso                            |
| 123                      | 16 de noviembre de 2018  | Estadio El Teniente, Rancagua, Chile                                      | Chile                    | 2-3                      | Costa Rica               | 89'                      |                                                                | Reinaldo Rueda           | Amistoso                            |
| 124                      | 20 de noviembre de 2018  | Estadio Germán Becker, Temuco, Chile                                      | Chile                    | 4-1                      | Honduras                 | 41'                      |                                                                | Reinaldo Rueda           | Amistoso                            |
| 125                      | 17 de junio de 2019      | Estadio Morumbi, São Paulo, Brasil                                        | Japón                    | 0-4                      | Chile                    | 82'                      | 83' a Eduardo Vargas                                           | Reinaldo Rueda           | Copa América 2019                   |
| 126                      | 21 de junio de 2019      | Arena Fonte Nova, Salvador, Brasil                                        | Ecuador                  | 1-2                      | Chile                    | 51'                      |                                                                | Reinaldo Rueda           | Copa América 2019                   |
| 127                      | 24 de junio de 2019      | Estadio Maracaná, Río de Janeiro, Brasil                                  | Chile                    | 0-1                      | Uruguay                  |                          |                                                                | Reinaldo Rueda           | Copa América 2019                   |
| 128                      | 28 de junio de 2019      | Arena Corinthians, São Paulo, Brasil                                      | Colombia                 | 0-0 4-5p                 | Chile                    |                          |                                                                | Reinaldo Rueda           | Copa América 2019                   |
| 129                      | 3 de julio de 2019       | Arena do Grêmio, Porto Alegre, Brasil                                     | Chile                    | 0-3                      | Perú                     |                          |                                                                | Reinaldo Rueda           | Copa América 2019                   |
| 130                      | 6 de julio de 2019       | Arena Corinthians, São Paulo, Brasil                                      | Argentina                | 2-1                      | Chile                    |                          |                                                                | Reinaldo Rueda           | Copa América 2019                   |
| 131                      | 5 de septiembre de 2019  | Los Angeles Memorial Sports Arena, California, Estados Unidos             | Argentina                | 0-0                      | Chile                    |                          |                                                                | Reinaldo Rueda           | Amistoso                            |
| 132                      | 12 de octubre de 2019    | Estadio José Rico Pérez, Alicante, España                                 | Colombia                 | 0-0                      | Chile                    |                          |                                                                | Reinaldo Rueda           | Amistoso                            |
| 133                      | 8 de octubre de 2020     | Estadio Centenario, Montevideo, Uruguay                                   | Uruguay                  | 2-1                      | Chile                    | 54'                      |                                                                | Reinaldo Rueda           | Clasificatorias a Catar 2022        |
| 134                      | 13 de octubre de 2020    | Estadio Nacional Julio Martínez Prádanos, Santiago, Chile                 | Chile                    | 2-2                      | Colombia                 | 41'                      |                                                                | Reinaldo Rueda           | Clasificatorias a Catar 2022        |
| 135                      | 13 de noviembre de 2020  | Estadio Nacional Julio Martínez Prádanos, Santiago, Chile                 | Chile                    | 2-0                      | Perú                     |                          |                                                                | Reinaldo Rueda           | Clasificatorias a Catar 2022        |
| 136                      | 17 de noviembre de 2020  | Estadio Olímpico de la UCV, Caracas, Venezuela                            | Venezuela                | 2-1                      | Chile                    |                          |                                                                | Reinaldo Rueda           | Clasificatorias a Catar 2022        |
| 137                      | 3 de junio de 2021       | Estadio Único Madre de Ciudades, Santiago del Estero, Argentina           | Argentina                | 1-1                      | Chile                    | 36'                      |                                                                | Martín Lasarte           | Clasificatorias a Catar 2022        |
| 138                      | 8 de junio de 2021       | Estadio San Carlos de Apoquindo, Santiago, Chile                          | Chile                    | 1-1                      | Bolivia                  |                          |                                                                | Martín Lasarte           | Clasificatorias a Catar 2022        |
| 139                      | 2 de julio de 2021       | Estadio Olímpico Nilton Santos, Río de Janeiro, Brasil                    | Brasil                   | 1-0                      | Chile                    |                          |                                                                | Martín Lasarte           | Copa América 2021                   |
| 140                      | 7 de octubre de 2021     | Estadio Nacional, Lima, Perú                                              | Perú                     | 2-0                      | Chile                    |                          |                                                                | Martín Lasarte           | Clasificatorias a Catar 2022        |
| 141                      | 10 de octubre de 2021    | Estadio San Carlos de Apoquindo, Santiago, Chile                          | Chile                    | 2-0                      | Paraguay                 |                          | 72' a Mauricio Isla                                            | Martín Lasarte           | Clasificatorias a Catar 2022        |
| 142                      | 14 de octubre de 2021    | Estadio San Carlos de Apoquindo, Santiago, Chile                          | Chile                    | 3-0                      | Venezuela                |                          | 18' a Erick Pulgar, 37' a Erick Pulgar                         | Martín Lasarte           | Clasificatorias a Catar 2022        |
| 143                      | 11 de noviembre de 2021  | Estadio Defensores del Chaco, Asunción, Paraguay                          | Paraguay                 | 0-1                      | Chile                    |                          |                                                                | Martín Lasarte           | Clasificatorias a Catar 2022        |
| 144                      | 16 de noviembre de 2021  | Estadio San Carlos de Apoquindo, Santiago, Chile                          | Chile                    | 0-2                      | Ecuador                  |                          |                                                                | Martín Lasarte           | Clasificatorias a Catar 2022        |
| 145                      | 27 de enero de 2022      | Estadio Zorros del Desierto, Calama, Chile                                | Chile                    | 1-2                      | Argentina                |                          |                                                                | Martín Lasarte           | Clasificatorias a Catar 2022        |
| 146                      | 1 de febrero de 2022     | Estadio Hernando Siles, La Paz, Bolivia                                   | Bolivia                  | 2-3                      | Chile                    | 14' · 85'                |                                                                | Martín Lasarte           | Clasificatorias a Catar 2022        |
| 147                      | 24 de marzo de 2022      | Estadio de Maracaná, Río de Janeiro, Brasil                               | Brasil                   | 4-0                      | Chile                    |                          |                                                                | Martín Lasarte           | Clasificatorias a Catar 2022        |
| 148                      | 29 de marzo de 2022      | Estadio San Carlos de Apoquindo, Santiago, Chile                          | Chile                    | 0-2                      | Uruguay                  |                          |                                                                | Martín Lasarte           | Clasificatorias a Catar 2022        |
| 149                      | 23 de septiembre de 2022 | RCDE Stadium, Barcelona, España                                           | Marruecos                | 2-0                      | Chile                    |                          |                                                                | Eduardo Berizzo          | Amistoso                            |
| 150                      | 27 de septiembre de 2022 | Estadio Franz Horr, Viena, Austria                                        | Catar                    | 2-2                      | Chile                    | 37'                      |                                                                | Eduardo Berizzo          | Amistoso                            |
| 151                      | 16 de noviembre de 2022  | Estadio del Ejército Polaco, Varsovia, Polonia                            | Polonia                  | 1-0                      | Chile                    |                          |                                                                | Eduardo Berizzo          | Amistoso                            |
| 152                      | 20 de noviembre de 2022  | Tehelné pole, Bratislava, Eslovaquia                                      | Eslovaquia               | 0-0                      | Chile                    |                          |                                                                | Eduardo Berizzo          | Amistoso                            |
| 153                      | 27 de marzo de 2023      | Estadio Monumental, Santiago, Chile                                       | Chile                    | 3-2                      | Paraguay                 | 76'                      |                                                                | Eduardo Berizzo          | Amistoso                            |
| 154                      | 16 de junio de 2023      | Estadio Sausalito, Viña del Mar, Chile                                    | Chile                    | 5-0                      | República Dominicana     |                          |                                                                | Eduardo Berizzo          | Amistoso                            |
| 155                      | 20 de junio de 2023      | Estadio Ramón Aguilera Costas, Santa Cruz de la Sierra, Bolivia           | Bolivia                  | 0-0                      | Chile                    |                          |                                                                | Eduardo Berizzo          | Amistoso                            |
| 156                      | 12 de septiembre de 2023 | Estadio Monumental, Santiago, Chile                                       | Chile                    | 0-0                      | Colombia                 |                          |                                                                | Eduardo Berizzo          | Clasificatorias a Norteamérica 2026 |
| 157                      | 12 de octubre de 2023    | Estadio Monumental, Santiago, Chile                                       | Chile                    | 2-0                      | Perú                     |                          |                                                                | Eduardo Berizzo          | Clasificatorias a Norteamérica 2026 |
| 158                      | 17 de octubre de 2023    | Estadio Monumental de Maturín, Maturín, Venezuela                         | Venezuela                | 3-0                      | Chile                    |                          |                                                                | Eduardo Berizzo          | Clasificatorias a Norteamérica 2026 |
| 159                      | 16 de noviembre de 2023  | Estadio Monumental, Santiago, Chile                                       | Chile                    | 0-0                      | Paraguay                 |                          |                                                                | Eduardo Berizzo          | Clasificatorias a Norteamérica 2026 |
| 160                      | 21 de noviembre de 2023  | Estadio Rodrigo Paz Delgado, Quito, Ecuador                               | Ecuador                  | 1-0                      | Chile                    |                          |                                                                | Nicolás Córdova          | Clasificatorias a Norteamérica 2026 |
| 161                      | 22 de marzo de 2024      | Estadio Ennio Tardini, Parma, Italia                                      | Chile                    | 3-0                      | Albania                  |                          |                                                                | Ricardo Gareca           | Amistoso                            |
| 162                      | 26 de marzo de 2024      | Stade Vélodrome, Marsella, Francia                                        | Francia                  | 3-2                      | Chile                    |                          |                                                                | Ricardo Gareca           | Amistoso                            |
| 163                      | 11 de junio de 2024      | Estadio Nacional Julio Martínez Prádanos, Santiago, Chile                 | Chile                    | 3-0                      | Paraguay                 |                          |                                                                | Ricardo Gareca           | Amistoso                            |
| 164                      | 21 de junio de 2024      | AT&T Stadium, Arlington, Estados Unidos                                   | Perú                     | 0-0                      | Chile                    |                          |                                                                | Ricardo Gareca           | Copa América 2024                   |
| 165                      | 25 de junio de 2024      | MetLife Stadium, East Rutherford, Estados Unidos                          | Chile                    | 0-1                      | Argentina                |                          |                                                                | Ricardo Gareca           | Copa América 2024                   |
| 166                      | 29 de junio de 2024      | Inter&Co Stadium, Orlando, Estados Unidos                                 | Canadá                   | 0-0                      | Chile                    |                          |                                                                | Ricardo Gareca           | Copa América 2024                   |
| Total                    |                          |                                                                           | Presencias               | 166                      | Goles                    | 50                       |                                                                |                          |                                     |

Un partido amistoso frente a Nueva Zelanda disputado en 2010 constó de tres tiempos de 30 minutos cada uno a petición de los entrenadores de ambos elencos y otro en 2011 ante F. C. Abtwil-Engelburg de dos tiempos de 35 minutos donde jugó el primero y marcó 2 goles y dio 3 asistencias. Debido a que no cumple las reglas oficiales de la FIFA este partido no figura en su lista de internacionalidades.
| Selección chilena | Selección chilena | Selección chilena | Selección chilena |
| Año               | Partidos          | Goles             | Asis.             |
| ----------------- | ----------------- | ----------------- | ----------------- |
| 2006              | 5                 | 0                 | 0                 |
| 2007              | 4                 | 1                 | 1                 |
| 2008              | 9                 | 2                 | 2                 |
| 2009              | 9                 | 5                 | 2                 |
| 2010              | 7                 | 4                 | 0                 |
| 2011              | 11                | 2                 | 4                 |
| 2012              | 8                 | 0                 | 1                 |
| 2013              | 11                | 8                 | 6                 |
| 2014              | 13                | 4                 | 8                 |
| 2015              | 14                | 5                 | 2                 |
| 2016              | 15                | 5                 | 4                 |
| 2017              | 13                | 3                 | 4                 |
| 2018              | 5                 | 2                 | 0                 |
| 2019              | 8                 | 2                 | 1                 |
| 2020              | 4                 | 2                 | 0                 |
| 2021              | 8                 | 1                 | 3                 |
| 2022              | 8                 | 3                 | 0                 |
| 2023              | 8                 | 1                 | 0                 |
| 2024              | 6                 | 0                 | 0                 |
| Total             | 163               | 50                | 38                |

### Goles con la selección
Actualizado hasta el 27 de marzo de 2023.
| Goles por la selección de fútbol de Chile | Goles por la selección de fútbol de Chile | Goles por la selección de fútbol de Chile                 | Goles por la selección de fútbol de Chile | Goles por la selección de fútbol de Chile | Goles por la selección de fútbol de Chile | Goles por la selección de fútbol de Chile |
| #                                         | Fecha                                     | Lugar                                                     | Rival                                     | Gol                                       | Resultado                                 | Competición                               |
| Selección Sub-17                          | Selección Sub-17                          | Selección Sub-17                                          | Selección Sub-17                          | Selección Sub-17                          | Selección Sub-17                          | Selección Sub-17                          |
| ----------------------------------------- | ----------------------------------------- | --------------------------------------------------------- | ----------------------------------------- | ----------------------------------------- | ----------------------------------------- | ----------------------------------------- |
| 1                                         | 4 de abril de 2005                        | Estadio José E. Romero, Maracaibo, Venezuela              | Perú                                      | 2-0                                       | 3-0                                       | Sudamericano Sub-17 de 2005               |
| 2                                         | 4 de abril de 2005                        | Estadio José E. Romero, Maracaibo, Venezuela              | Perú                                      | 3-0                                       | 3-0                                       | Sudamericano Sub-17 de 2005               |
| Selección Sub-20                          |                                           |                                                           |                                           |                                           |                                           |                                           |
| 1                                         | 7 de enero de 2007                        | Estadio Río Parapití, Pedro J. Caballero, Paraguay        | Brasil                                    | 3-2                                       | 4-2                                       | Sudamericano Sub-20 de 2007               |
| 2                                         | 5 de julio de 2007                        | Estadio de la Mancomunidad, Edmonton, Canadá              | Congo                                     | 1-0                                       | 3-0                                       | Copa Mundial Sub-20 de 2007               |
| Selección adulta                          |                                           |                                                           |                                           |                                           |                                           |                                           |
| 1                                         | 7 de septiembre de 2007                   | Ernst Happel, Viena, Austria                              | Suiza                                     | 1-1                                       | 2-1                                       | Amistoso                                  |
| 2                                         | 4 de junio de 2008                        | Estadio El Teniente, Rancagua, Chile                      | Guatemala                                 | 1-0                                       | 2-0                                       | Amistoso                                  |
| 3                                         | 4 de junio de 2008                        | Estadio El Teniente, Rancagua, Chile                      | Guatemala                                 | 2-0                                       | 2-0                                       | Amistoso                                  |
| 4                                         | 11 de febrero de 2009                     | Estadio Peter Mokaba, Polokwane, Sudáfrica                | Sudáfrica                                 | 0–2                                       | 0–2                                       | Amistoso                                  |
| 5                                         | 28 de marzo de 2009                       | Estadio Monumental, Lima, Perú                            | Perú                                      | 0-1                                       | 1-3                                       | Clasificatorias a Sudáfrica 2010          |
| 6                                         | 10 de junio de 2009                       | Estadio Nacional, Santiago, Chile                         | Bolivia                                   | 3-0                                       | 4-0                                       | Clasificatorias a Sudáfrica 2010          |
| 7                                         | 10 de junio de 2009                       | Estadio Nacional, Santiago, Chile                         | Bolivia                                   | 4-0                                       | 4-0                                       | Clasificatorias a Sudáfrica 2010          |
| 8                                         | 12 de agosto de 2009                      | Estadio Brøndby, Copenhague, Dinamarca                    | Dinamarca                                 | 1-2                                       | 1-2                                       | Amistoso                                  |
| 9                                         | 26 de mayo de 2010                        | Estadio Municipal, Calama, Chile                          | Zambia                                    | 1-0                                       | 3-0                                       | Amistoso                                  |
| 10                                        | 26 de mayo de 2010                        | Estadio Municipal, Calama, Chile                          | Zambia                                    | 2-0                                       | 3-0                                       | Amistoso                                  |
| 11                                        | 30 de mayo de 2010                        | Estadio Municipal, Concepción, Chile                      | Israel                                    | 2-0                                       | 3-0                                       | Amistoso                                  |
| 12                                        | 17 de noviembre de 2010                   | Estadio Monumental, Santiago, Chile                       | Uruguay                                   | 1-0                                       | 2-0                                       | Amistoso                                  |
| 13                                        | 19 de junio de 2011                       | Estadio Monumental, Santiago, Chile                       | Estonia                                   | 4-0                                       | 4-0                                       | Amistoso                                  |
| 14                                        | 8 de julio de 2011                        | Estadio Malvinas Argentinas, Mendoza, Argentina           | Uruguay                                   | 1-1                                       | 1-1                                       | Copa América 2011                         |
| 15                                        | 11 de junio de 2013                       | Estadio Nacional, Santiago, Chile                         | Bolivia                                   | 2-0                                       | 3-1                                       | Clasificatorias a Brasil 2014             |
| 16                                        | 14 de agosto de 2013                      | Estadio Brøndby, Copenhague, Dinamarca                    | Irak                                      | 2-0                                       | 6-0                                       | Amistoso                                  |
| 17                                        | 14 de agosto de 2013                      | Estadio Brøndby, Copenhague, Dinamarca                    | Irak                                      | 3-0                                       | 6-0                                       | Amistoso                                  |
| 18                                        | 11 de octubre de 2013                     | Estadio Metropolitano, Barranquilla, Colombia             | Colombia                                  | 0-2                                       | 3-3                                       | Clasificatorias a Brasil 2014             |
| 19                                        | 11 de octubre de 2013                     | Estadio Metropolitano, Barranquilla, Colombia             | Colombia                                  | 0-3                                       | 3-3                                       | Clasificatorias a Brasil 2014             |
| 20                                        | 15 de octubre de 2013                     | Estadio Nacional, Santiago, Chile                         | Ecuador                                   | 1-0                                       | 2-1                                       | Clasificatorias a Brasil 2014             |
| 21                                        | 15 de noviembre de 2013                   | Estadio de Wembley, Londres, Inglaterra                   | Inglaterra                                | 0-1                                       | 0-2                                       | Amistoso                                  |
| 22                                        | 15 de noviembre de 2013                   | Estadio de Wembley, Londres, Inglaterra                   | Inglaterra                                | 0-2                                       | 0-2                                       | Amistoso                                  |
| 23                                        | 13 de junio de 2014                       | Arena Pantanal, Cuiabá, Brasil                            | Australia                                 | 1-0                                       | 3-1                                       | Copa Mundial de 2014                      |
| 24                                        | 28 de junio de 2014                       | Estadio Mineirão, Belo Horizonte, Brasil                  | Brasil                                    | 1-1                                       | 1-1                                       | Copa Mundial de 2014                      |
| 25                                        | 14 de noviembre de 2014                   | Estadio CAP, Talcahuano, Chile                            | Venezuela                                 | 1-0                                       | 5-0                                       | Amistoso                                  |
| 26                                        | 18 de noviembre de 2014                   | Estadio Monumental, Santiago, Chile                       | Uruguay                                   | 1-0                                       | 1-2                                       | Amistoso                                  |
| 27                                        | 19 de junio de 2015                       | Estadio Nacional, Santiago, Chile                         | Bolivia                                   | 2-0                                       | 5-0                                       | Copa América 2015                         |
| 28                                        | 5 de septiembre de 2015                   | Estadio Nacional, Santiago, Chile                         | Paraguay                                  | 3-2                                       | 3-2                                       | Amistoso                                  |
| 29                                        | 8 de octubre de 2015                      | Estadio Nacional, Santiago, Chile                         | Brasil                                    | 2-0                                       | 2-0                                       | Clasificatorias a Rusia 2018              |
| 30                                        | 13 de octubre de 2015                     | Estadio Nacional, Lima, Perú                              | Perú                                      | 0-1                                       | 3-4                                       | Clasificatorias a Rusia 2018              |
| 31                                        | 13 de octubre de 2015                     | Estadio Nacional, Lima, Perú                              | Perú                                      | 2-3                                       | 3-4                                       | Clasificatorias a Rusia 2018              |
| 32                                        | 14 de junio de 2016                       | Lincoln Financial Field, Filadelfia, EEUU                 | Panamá                                    | 3-1                                       | 4-2                                       | Copa América Centenario 2016              |
| 33                                        | 14 de junio de 2016                       | Lincoln Financial Field, Filadelfia, EEUU                 | Panamá                                    | 4-2                                       | 4-2                                       | Copa América Centenario 2016              |
| 34                                        | 18 de junio de 2016                       | Levi's Stadium, Santa Clara, EEUU                         | México                                    | 0-3                                       | 0-7                                       | Copa América Centenario 2016              |
| 35                                        | 15 de noviembre de 2016                   | Estadio Nacional, Santiago, Chile                         | Uruguay                                   | 2-1                                       | 3-1                                       | Clasificatorias a Rusia 2018              |
| 36                                        | 15 de noviembre de 2016                   | Estadio Nacional, Santiago, Chile                         | Uruguay                                   | 3-1                                       | 3-1                                       | Clasificatorias a Rusia 2018              |
| 37                                        | 28 de marzo de 2017                       | Estadio Monumental, Santiago, Chile                       | Venezuela                                 | 1-0                                       | 3-1                                       | Clasificatorias a Rusia 2018              |
| 38                                        | 22 de junio de 2017                       | Kazán Arena, Kazán, Rusia                                 | Alemania                                  | 0-1                                       | 1-1                                       | Copa FIFA Confederaciones 2017            |
| 39                                        | 5 de octubre de 2017                      | Estadio Monumental, Santiago, Chile                       | Ecuador                                   | 2-1                                       | 2-1                                       | Clasificatorias a Rusia 2018              |
| 40                                        | 16 de noviembre de 2018                   | Estadio El Teniente, Rancagua, Chile                      | Costa Rica                                | 2-3                                       | 2-3                                       | Amistoso                                  |
| 41                                        | 20 de noviembre de 2018                   | Estadio Germán Becker, Temuco, Chile                      | Honduras                                  | 3-1                                       | 4-1                                       | Amistoso                                  |
| 42                                        | 17 de junio de 2019                       | Estadio Morumbi, São Paulo, Brasil                        | Japón                                     | 0-3                                       | 0-4                                       | Copa América 2019                         |
| 43                                        | 21 de junio de 2019                       | Arena Fonte Nova, Salvador, Brasil                        | Ecuador                                   | 1-2                                       | 1-2                                       | Copa América 2019                         |
| 44                                        | 8 de octubre de 2020                      | Estadio Centenario, Montevideo, Uruguay                   | Uruguay                                   | 1-1                                       | 2-1                                       | Clasificatorias a Catar 2022              |
| 45                                        | 13 de octubre de 2020                     | Estadio Nacional, Santiago, Chile                         | Colombia                                  | 2-1                                       | 2-2                                       | Clasificatorias a Catar 2022              |
| 46                                        | 3 de junio de 2021                        | Estadio Madre de Ciudades, Santiago del Estero, Argentina | Argentina                                 | 1-1                                       | 1-1                                       | Clasificatorias a Catar 2022              |
| 47                                        | 1 de febrero de 2022                      | Estadio Hernando Siles, La Paz, Bolivia                   | Bolivia                                   | 0-1                                       | 2-3                                       | Clasificatorias a Catar 2022              |
| 48                                        | 1 de febrero de 2022                      | Estadio Hernando Siles, La Paz, Bolivia                   | Bolivia                                   | 1-3                                       | 2-3                                       | Clasificatorias a Catar 2022              |
| 49                                        | 27 de septiembre de 2022                  | Estadio Franz Horr, Viena, Austria                        | Catar                                     | 0-1                                       | 2-2                                       | Amistoso                                  |
| 50                                        | 27 de marzo de 2023                       | Estadio Monumental, Santiago, Chile                       | Paraguay                                  | 2-2                                       | 3-2                                       | Amistoso                                  |

## Perfil como jugador

### Estilo de juego y recepción

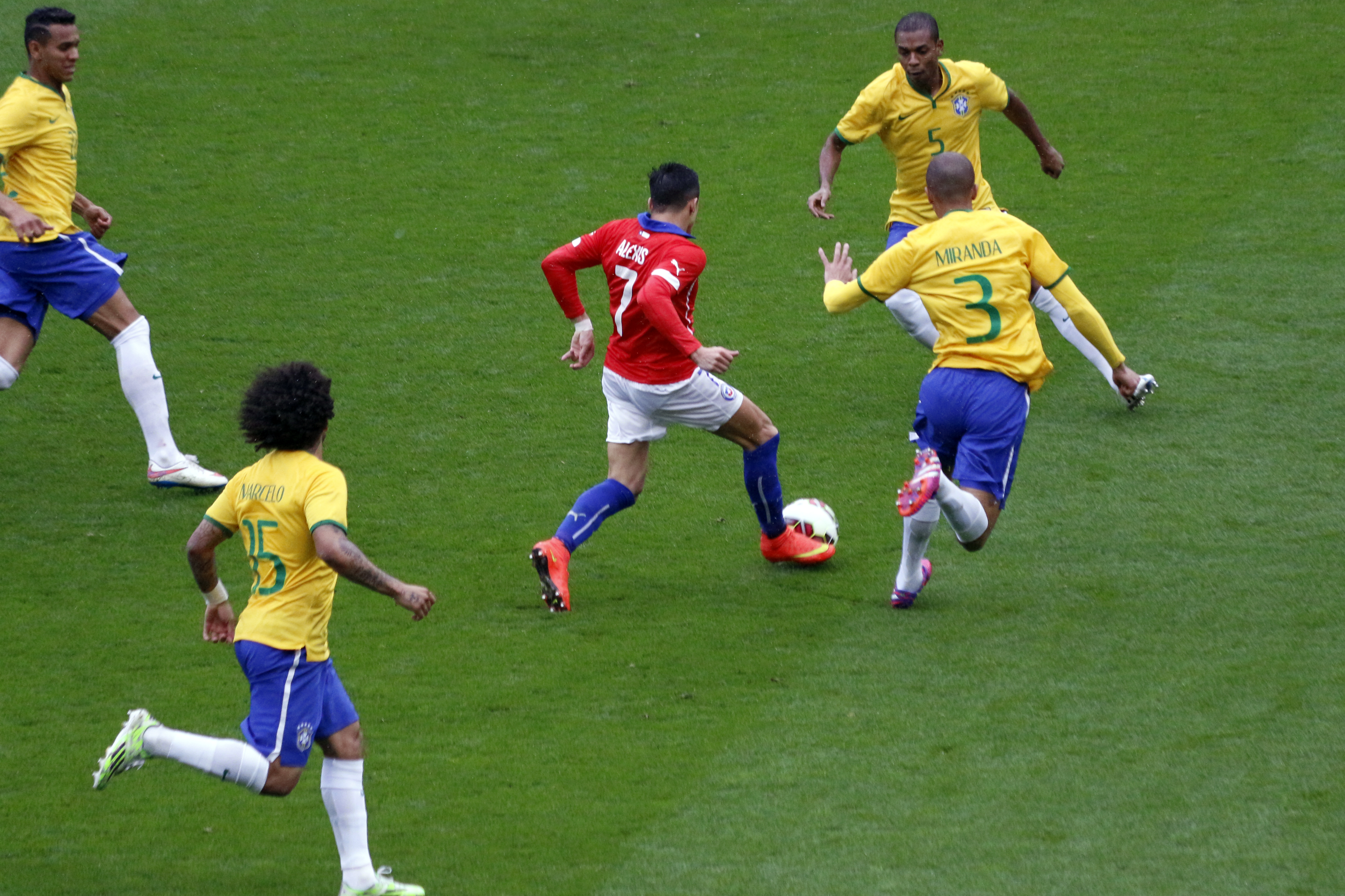
Alexis durante un amistoso internacional contra en marzo de 2015

Apodado por los medios como el Niño Maravilla, debido a su precoz y talentoso desempeño durante los inicios de su carrera, Alexis es ampliamente citado como uno de los mejores jugadores en la historia del fútbol chileno, así como parte fundamental de su llamada «generación dorada» de mediados y finales de los años 2010, llegando a ser nombrado, en ocasiones, como el más grande futbolista chileno de todos los tiempos.
Descrito como un jugador rápido, creativo y esforzado con un gran ojo para el gol, destacado particularmente por su energía, habilidad y ritmo en la cancha, Alexis posee una pegada formidable y cierta destreza técnica con ambos pies —pese a ser naturalmente diestro—, cualidades que lo han hecho capaz de poder jugar en una gran cantidad de posiciones ofensivas y auxiliares durante su trayectoria, por ambas bandas y en medio del campo, llegando a desempeñárse como extremo, segundo delantero, falso 9, e incluso mediocampista ofensivo en rol de playmaker, y delantero centro. Durante sus años en el Arsenal F. C., Alexis se consolidaría en la banda izquierda como uno de los mejores extremos del mundo, esta posición le permitía, gracias a su velocidad y habilidad técnica, «cortar» dentro del área rival para rematar al arco con su pie dominante, logrando adjudicarse un prolífico registro de goles que le traería comparaciones a delanteros de éxito similar en la liga inglesa como Carlos Tévez, Luis Suárez y Thierry Henry.

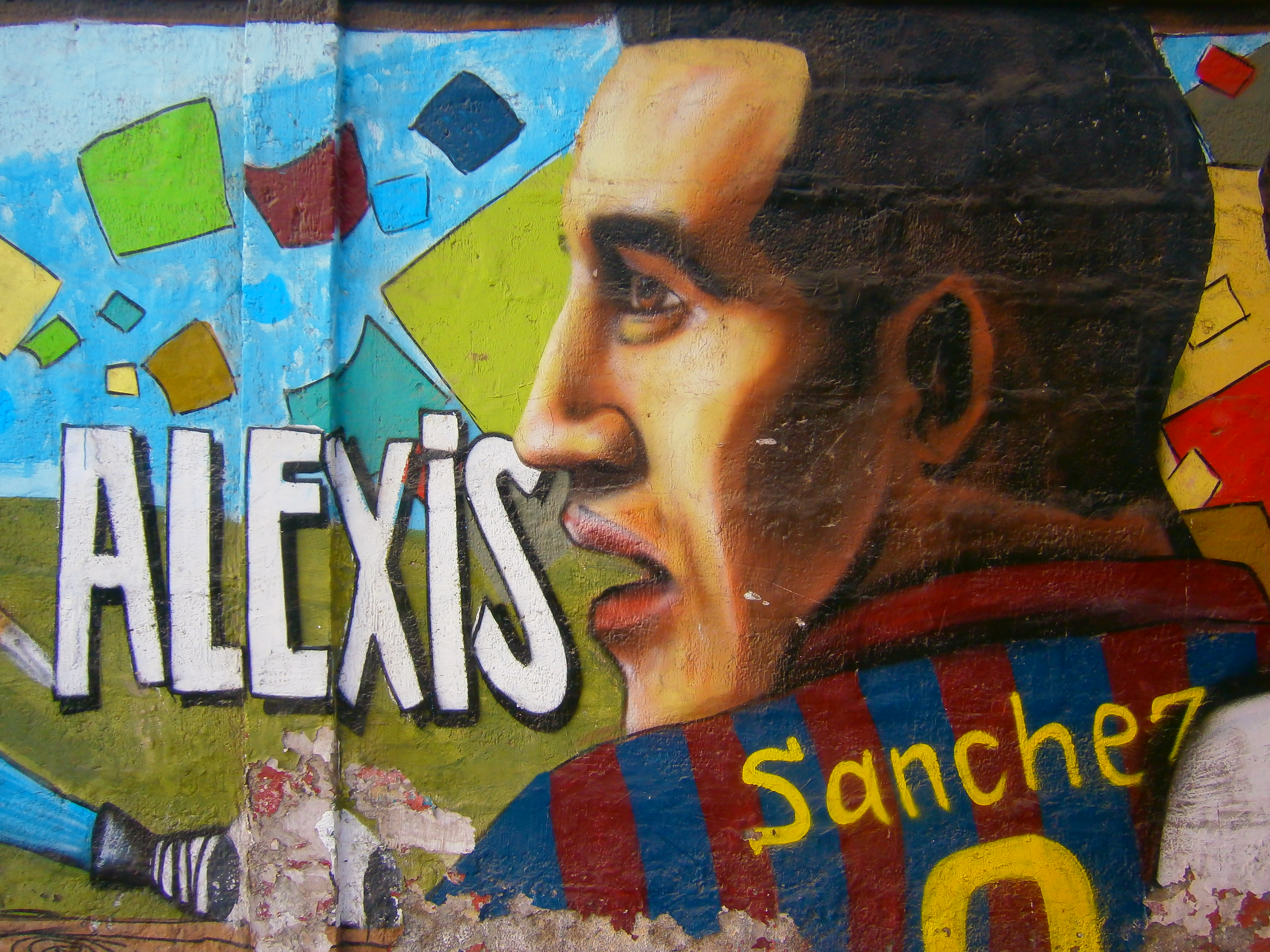
Mural en homenaje a Alexis Sánchez, en el Estadio Municipal de Tocopilla.

Alabado como un jugador talentoso, Sánchez posee una excelente habilidad técnica, agilidad y aceleración, lo que le permite desmarcarse fácilmente, así como desbordar, regatear o evadir rivales para crear espacios, anotar o asistir compañeros. Su efectividad y precisión para los tiros libres también ha sido destacada múltiples veces, distinto a su capacidad para patear penaltis, criticada y cuestionada debido a su baja eficacia a la hora de marcar.

## Vida personal
Su máximo ídolo ha sido el brasileño Ronaldo y sigue al club Universidad de Chile desde la infancia.

## Estadísticas

### Clubes
Actualizado al último partido disputado el 25 de mayo de 2025.
| Club                               | Div.          | Temporada     | Liga  | Liga  | Liga   | Copas Nacionales | Copas Nacionales | Copas Nacionales | Torneos Internacionales | Torneos Internacionales | Torneos Internacionales | Total | Total | Total  | Media goleadora |
| Club                               | Div.          | Temporada     | Part. | Goles | Asist. | Part.            | Goles            | Asist.           | Part.                   | Goles                   | Asist.                  | Part. | Goles | Asist. | Media goleadora |
| ---------------------------------- | ------------- | ------------- | ----- | ----- | ------ | ---------------- | ---------------- | ---------------- | ----------------------- | ----------------------- | ----------------------- | ----- | ----- | ------ | --------------- |
| C. D. Cobreloa · Chile             | 1.ª           | 2005          | 35    | 3     | 3      | —                | —                | —                | 3                       | 0                       | 0                       | 38    | 3     | 3      | 0.08            |
| C. D. Cobreloa · Chile             | 1.ª           | 2006          | 12    | 9     | 5      | —                | —                | —                | —                       | —                       | —                       | 12    | 9     | 5      | 0.75            |
| C. D. Cobreloa · Chile             | Total club    | Total club    | 47    | 12    | 8      | 0                | 0                | 0                | 3                       | 0                       | 0                       | 50    | 12    | 8      | 0.24            |
| C. S. D. Colo-Colo · Chile         | 1.ª           | 2006          | 18    | 4     | 2      | —                | —                | —                | 9                       | 1                       | 4                       | 27    | 5     | 6      | 0.19            |
| C. S. D. Colo-Colo · Chile         | 1.ª           | 2007          | 14    | 1     | 3      | —                | —                | —                | 7                       | 3                       | 1                       | 21    | 4     | 4      | 0.19            |
| C. S. D. Colo-Colo · Chile         | Total club    | Total club    | 32    | 5     | 5      | 0                | 0                | 0                | 16                      | 4                       | 5                       | 48    | 9     | 10     | 0.19            |
| C. A. River Plate Argentina        | 1.ª           | 2007-08       | 23    | 4     | 3      | —                | —                | —                | 8                       | 0                       | 0                       | 31    | 4     | 3      | 0.13            |
| Udinese Calcio · Italia            | 1.ª           | 2008-09       | 32    | 3     | 2      | 2                | 0                | 1                | 9                       | 0                       | 0                       | 43    | 3     | 3      | 0.07            |
| Udinese Calcio · Italia            | 1.ª           | 2009-10       | 32    | 5     | 4      | 4                | 1                | 2                | —                       | —                       | —                       | 36    | 6     | 6      | 0.17            |
| Udinese Calcio · Italia            | 1.ª           | 2010-11       | 31    | 12    | 10     | 2                | 0                | 1                | —                       | —                       | —                       | 33    | 12    | 11     | 0.36            |
| F. C. Barcelona · España           | 1.ª           | 2011-12       | 25    | 12    | 6      | 8                | 1                | 0                | 8                       | 2                       | 0                       | 41    | 15    | 6      | 0.37            |
| F. C. Barcelona · España           | 1.ª           | 2012-13       | 29    | 8     | 9      | 8                | 2                | 1                | 9                       | 1                       | 3                       | 46    | 11    | 13     | 0.24            |
| F. C. Barcelona · España           | 1.ª           | 2013-14       | 34    | 19    | 12     | 11               | 2                | 3                | 9                       | 0                       | 1                       | 54    | 21    | 16     | 0.39            |
| F. C. Barcelona · España           | Total club    | Total club    | 88    | 39    | 27     | 27               | 5                | 4                | 26                      | 3                       | 4                       | 141   | 47    | 35     | 0.33            |
| Arsenal F. C. Inglaterra           | 1.ª           | 2014-15       | 35    | 16    | 8      | 8                | 5                | 3                | 9                       | 4                       | 1                       | 52    | 25    | 12     | 0.48            |
| Arsenal F. C. Inglaterra           | 1.ª           | 2015-16       | 30    | 13    | 5      | 4                | 1                | 1                | 7                       | 3                       | 5                       | 41    | 17    | 11     | 0.41            |
| Arsenal F. C. Inglaterra           | 1.ª           | 2016-17       | 38    | 24    | 11     | 5                | 3                | 3                | 8                       | 3                       | 4                       | 51    | 30    | 18     | 0.59            |
| Arsenal F. C. Inglaterra           | 1.ª           | 2017-18       | 19    | 7     | 3      | 2                | 0                | 1                | 1                       | 1                       | 0                       | 22    | 8     | 4      | 0.36            |
| Arsenal F. C. Inglaterra           | Total club    | Total club    | 122   | 60    | 27     | 19               | 9                | 8                | 25                      | 11                      | 10                      | 166   | 80    | 45     | 0.48            |
| Manchester United F. C. Inglaterra | 1.ª           | 2017-18       | 12    | 2     | 3      | 4                | 1                | 2                | 2                       | 0                       | 0                       | 18    | 3     | 5      | 0.17            |
| Manchester United F. C. Inglaterra | 1.ª           | 2018-19       | 20    | 1     | 3      | 3                | 1                | 1                | 4                       | 0                       | 0                       | 27    | 2     | 4      | 0.07            |
| Manchester United F. C. Inglaterra | Total club    | Total club    | 32    | 3     | 6      | 7                | 2                | 3                | 6                       | 0                       | 0                       | 45    | 5     | 9      | 0.11            |
| F. C. Internazionale · Italia      | 1.ª           | 2019-20       | 22    | 4     | 8      | 4                | 0                | 0                | 6                       | 0                       | 1                       | 32    | 4     | 9      | 0.13            |
| F. C. Internazionale · Italia      | 1.ª           | 2020-21       | 30    | 7     | 6      | 3                | 0                | 0                | 5                       | 0                       | 0                       | 38    | 7     | 6      | 0.18            |
| F. C. Internazionale · Italia      | 1.ª           | 2021-22       | 27    | 5     | 3      | 6                | 3                | 1                | 6                       | 1                       | 1                       | 39    | 9     | 5      | 0.23            |
| Olympique de Marsella Francia      | 1.ª           | 2022-23       | 35    | 14    | 3      | 4                | 2                | 0                | 5                       | 2                       | 0                       | 44    | 18    | 3      | 0.41            |
| Olympique de Marsella Francia      | Total club    | Total club    | 35    | 14    | 3      | 4                | 2                | 0                | 5                       | 2                       | 0                       | 44    | 18    | 3      | 0.41            |
| F. C. Internazionale · Italia      | 1.ª           | 2023-24       | 23    | 2     | 5      | 2                | 0                | 0                | 8                       | 2                       | 0                       | 33    | 4     | 5      | 0.12            |
| F. C. Internazionale · Italia      | Total club    | Total club    | 102   | 18    | 22     | 15               | 3                | 1                | 25                      | 3                       | 2                       | 142   | 24    | 25     | 0.18            |
| Udinese Calcio · Italia            | 1.ª           | 2024-25       | 13    | 0     | 0      | 1                | 0                | 0                | —                       | —                       | —                       | 14    | 0     | 0      | 0               |
| Udinese Calcio · Italia            | Total club    | Total club    | 108   | 20    | 16     | 9                | 1                | 4                | 9                       | 0                       | 0                       | 126   | 21    | 20     | 0.17            |
| Total carrera                      | Total carrera | Total carrera | 589   | 175   | 117    | 81               | 22               | 20               | 123                     | 23                      | 21                      | 792   | 220   | 158    | 0.28            |
| 1. 2. 3.                           |               |               |       |       |        |                  |                  |                  |                         |                         |                         |       |       |        |                 |

### Selecciones
| Selección | Temporada     | Amistosos | Amistosos | Amistosos | Sudamérica(1) | Sudamérica(1) | Sudamérica(1) | Mundial(2) | Mundial(2) | Mundial(2) | Total | Total | Total  | Media goleadora |
| Selección | Temporada     | Part.     | Goles     | Asist.    | Part.         | Goles         | Asist.        | Part.      | Goles      | Asist.     | Part. | Goles | Asist. | Media goleadora |
| --- | ------------- | --------- | --------- | --------- | ------------- | ------------- | ------------- | ---------- | ---------- | ---------- | ----- | ----- | ------ | --------------- |
| Sub-16 · Chile | 2004          | —         | —         | —         | 2             | 0             | 0             | —          | —          | —          | 2     | 0     | 0      | 0,00            |
| Sub-16 · Chile | Total         | 0         | 0         | 0         | 2             | 0             | 0             | 0          | 0          | 0          | 2     | 0     | 0      | 0,00            |
| Sub-17 · Chile | 2005          | —         | —         | —         | 4             | 2             | 0             | —          | —          | —          | 4     | 2     | 0      | 0,50            |
| Sub-17 · Chile | Total         | 0         | 0         | 0         | 4             | 2             | 0             | 0          | 0          | 0          | 4     | 2     | 0      | 0,50            |
| Sub-20 · Chile | 2006          | 1         | 3         | 0         | —             | —             | —             | —          | —          | —          | 1     | 3     | 0      | 3,00            |
| Sub-20 · Chile | 2007          | 2         | 2         | 1         | 8             | 1             | 2             | 4          | 1          | 1          | 14    | 4     | 4      | 0,29            |
| Sub-20 · Chile | Total         | 3         | 5         | 1         | 8             | 1             | 2             | 4          | 1          | 1          | 15    | 7     | 4      | 0,47            |
| Sub-23 · Chile | 2006          | 2         | 0         | 1         | —             | —             | —             | —          | —          | —          | 2     | 0     | 1      | 0,00            |
| Sub-23 · Chile | Total         | 2         | 0         | 1         | 0             | 0             | 0             | 0          | 0          | 0          | 2     | 0     | 1      | 0,00            |
| Adulta · Chile | 2006          | 5         | 0         | 0         | —             | —             | —             | —          | —          | —          | 5     | 0     | 0      | 0,00            |
| Adulta · Chile | 2007          | 4         | 1         | 1         | —             | —             | —             | —          | —          | —          | 4     | 1     | 1      | 0,25            |
| Adulta · Chile | 2008          | 4         | 2         | 0         | 5             | 0             | 2             | —          | —          | —          | 9     | 2     | 2      | 0,22            |
| Adulta · Chile | 2009          | 2         | 2         | 0         | 7             | 3             | 2             | —          | —          | —          | 9     | 5     | 2      | 0,56            |
| Adulta · Chile | 2010          | 3         | 4         | 0         | —             | —             | —             | 4          | 0          | 0          | 7     | 4     | 0      | 0,57            |
| Adulta · Chile | 2011          | 6         | 1         | 3         | 5             | 1             | 1             | —          | —          | —          | 11    | 2     | 4      | 0,18            |
| Adulta · Chile | 2012          | 3         | 0         | 0         | 5             | 0             | 1             | —          | —          | —          | 8     | 0     | 1      | 0,00            |
| Adulta · Chile | 2013          | 5         | 4         | 3         | 6             | 4             | 3             | —          | —          | —          | 11    | 8     | 6      | 0,73            |
| Adulta · Chile | 2014          | 9         | 2         | 7         | —             | —             | —             | 4          | 2          | 1          | 13    | 4     | 8      | 0,31            |
| Adulta · Chile | 2015          | 4         | 1         | 0         | 10            | 4             | 2             | —          | —          | —          | 14    | 5     | 2      | 0,36            |
| Adulta · Chile | 2016          | 2         | 0         | 0         | 13            | 5             | 4             | —          | —          | —          | 15    | 5     | 4      | 0,33            |
| Adulta · Chile | 2017          | 2         | 0         | 2         | 6             | 3             | 1             | 5          | 1          | 1          | 13    | 3     | 4      | 0,23            |
| Adulta · Chile | 2018          | 5         | 2         | 0         | —             | —             | —             | —          | —          | —          | 5     | 2     | 0      | 0,40            |
| Adulta · Chile | 2019          | 2         | 0         | 0         | 6             | 2             | 1             | —          | —          | —          | 8     | 2     | 1      | 0,25            |
| Adulta · Chile | 2020          | —         | —         | —         | 4             | 2             | 0             | —          | —          | —          | 4     | 2     | 0      | 0,50            |
| Adulta · Chile | 2021          | —         | —         | —         | 8             | 1             | 3             | —          | —          | —          | 8     | 1     | 3      | 0,25            |
| Adulta · Chile | 2022          | 4         | 1         | 0         | 4             | 2             | 0             | —          | —          | —          | 8     | 3     | 0      | 0.38            |
| Adulta · Chile | 2023          | 3         | 1         | 0         | 5             | 0             | 0             | —          | —          | —          | 8     | 1     | 0      | 0.13            |
| Adulta · Chile | 2024          | 3         | 0         | 0         | 3             | 0             | 0             | —          | —          | —          | 6     | 0     | 0      | 0.00            |
| Adulta · Chile | Total         | 66        | 21        | 16        | 87            | 27            | 20            | 13         | 3          | 2          | 166   | 51    | 38     | 0.31            |
| Total carrera | Total carrera | 71        | 26        | 18        | 101           | 30            | 22            | 17         | 4          | 3          | 189   | 60    | 43     | 0.32            |
| (1) Incluye los partidos del Sudamericano Sub-16 (2004); Sudamericano Sub-17 (2005); Sudamericano Sub-20 (2007); Clasificatorias Sudamericanas / Copa América (2007-Act.). (2) Incluye los partidos de la Copa FIFA Confederaciones (2017). |               |           |           |           |               |               |               |            |            |            |       |       |        |                 |

### Tripletes
| 1 | 15 de marzo de 2006      | Juan Pinto Durán, Santiago    | Chile Sub-20 - Audax Italiano   |  | 5 - 3 | Amistoso                           |
| 2 | 10 de junio de 2006      | Municipal de Calama, Calama   | Cobreloa - Huachipato           |  | 3 - 1 | Apertura 2006                      |
| 3 | 20 de marzo de 2007      | General Santander, Cúcuta     | Caracas FC - Colo-Colo          |  | 0 - 4 | Copa Libertadores 2007             |
| 4 | 27 de febrero de 2011    | Renzo Barbera, Palermo        | US Palermo - Udinese Calcio     |  | 0 - 7 | Serie A 2010-11                    |
| 5 | 5 de enero de 2014       | Camp Nou, Barcelona           | FC Barcelona - Elche CF         |  | 4 - 0 | Primera División de España 2013-14 |
| 6 | 26 de septiembre de 2015 | King Power Stadium, Leicester | Leicester City FC - Arsenal FC  |  | 2 - 5 | Premier League 2015-16             |
| 7 | 3 de diciembre de 2016   | Olímpico de Londres, Londres  | West Ham United FC - Arsenal FC |  | 1 - 5 | Premier League 2016-17             |

## Palmarés

### Títulos nacionales
| Título              | Club               | País       | Año     |
| ------------------- | ------------------ | ---------- | ------- |
| Primera División    | C. S. D. Colo-Colo | Chile      | 2006-C  |
| Primera División    | C. S. D. Colo-Colo | Chile      | 2007-A  |
| Primera División    | C. A. River Plate  | Argentina  | 2008-C  |
| Supercopa de España | F. C. Barcelona    | España     | 2011    |
| Copa del Rey        | F. C. Barcelona    | España     | 2011-12 |
| Primera División    | F. C. Barcelona    | España     | 2012-13 |
| Supercopa de España | F. C. Barcelona    | España     | 2013    |
| Community Shield    | Arsenal F. C.      | Inglaterra | 2014    |
| FA Cup              | Arsenal F. C.      | Inglaterra | 2014-15 |
| Community Shield    | Arsenal F. C.      | Inglaterra | 2015    |
| FA Cup              | Arsenal F. C.      | Inglaterra | 2016-17 |
| Community Shield    | Arsenal F. C.      | Inglaterra | 2017    |
| Serie A             | Inter de Milán     | Italia     | 2020-21 |
| Supercopa de Italia | Inter de Milán     | Italia     | 2021    |
| Copa Italia         | Inter de Milán     | Italia     | 2021-22 |
| Supercopa de Italia | Inter de Milán     | Italia     | 2023    |
| Serie A             | Inter de Milán     | Italia     | 2023-24 |

### Títulos internacionales
| Título                 | Club (*)           | Sede           | Año  |
| ---------------------- | ------------------ | -------------- | ---- |
| Supercopa de Europa    | F. C. Barcelona    | Mónaco         | 2011 |
| Copa Mundial de Clubes | F. C. Barcelona    | Japón          | 2011 |
| Copa América           | Selección de Chile | Chile          | 2015 |
| Copa América           | Selección de Chile | Estados Unidos | 2016 |

(*) Incluyendo la selección

### Distinciones individuales
| Distinción | Año  |
| --- | ---- |
| Incluido en el equipo ideal de la Copa Mundial de Fútbol Sub-20                                                           | 2007 |
| Parte del Equipo Ideal de la Copa Libertadores                                                                            | 2008 |
| Mejor Jugador Nacional Según el IHE                                                                                       | 2009 |
| Medalla Bicentenario | 2010 |
| Mejor Jugador de Italia (Diario La Gazzetta dello Sport)de la temporada 2010/2011                                         | 2011 |
| "Mejor Futbolista profesional Chileno en el Extranjero" según CPD                                                         | 2011 |
| Premio Fair Play al "Mejor Jugador Chileno en el Extranjero"                                                              | 2011 |
| Mejor Jugador Chileno en el Extranjero                                                                                    | 2013 |
| Mejor Gol Sudamericano en Europa del año 2013                                                                             | 2013 |
| Elegido como el "Mejor Jugador del año 2013 en FC Barcelona" según encuesta realizada en sitio web                        | 2013 |
| Elegido por la FIFA como el Mejor Jugador del Partido Chile-Australia por la Copa Mundial de Fútbol de 2014               | 2014 |
| Mejor jugador chileno en Europa según El Gráfico Chile                                                                    | 2014 |
| Elegido el mejor futbolista de la Premier League del año 2014 según encuesta realizada por Sky Sports                     | 2014 |
| Incluido en el Once Ideal de la Premier League de la temporada 2014-2015 por la Asociación de Futbolistas Profesionales   | 2015 |
| Elegido como el Mejor Jugador de la Premier League temporada 2014-2015 en encuesta de la Federación Inglesa a los Hinchas | 2015 |
| Incluido en el once ideal histórico de la era de Arsene Wenger en el Arsenal Football Club según Daily Mail               | 2015 |
| Elegido como el Mejor Jugador de la Temporada 2014-2015 del Arsenal Football Club según encuesta realizada en sitio web   | 2015 |
| Mastercard Man of the Match del Partido Chile – Uruguay de la Copa América 2015                                           | 2015 |
| Elegido como el mejor gol de la Copa América 2015 según la página oficial del torneo                                      | 2015 |
| Mejor Jugador del año por la FSF                                                                                          | 2015 |
| 10° mejor jugador del año en premio FIFA Balón de Oro 2015                                                                | 2015 |
| Máximo asistente de la Liga de Campeones                                                                                  | 2016 |
| Balón de Oro al Mejor Jugador de la Copa América Centenario 2016                                                          | 2016 |
| Equipo ideal de la Copa América Centenario 2016                                                                           | 2016 |
| Budweiser Man of the Match del Partido Alemania – Chile de la Copa FIFA Confederaciones 2017                              | 2017 |
| Balón de Plata de la Copa FIFA Confederaciones 2017                                                                       | 2017 |
| Jugador del partido contra Japón en la Copa América 2019                                                                  | 2019 |
| Jugador del partido contra Ecuador en la Copa América 2019                                                                | 2019 |
| Mejor jugador del Arsenal Football Club en la década, según sitio estadístico especializado Who Scored                    | 2019 |
| Autor del mejor gol de la década para el Fútbol Club Barcelona, de acuerdo a votación en su sitio web oficial             | 2019 |
| Sexto mejor jugador sudamericano de la historia de la Premier League (Galardón otorgado por la revista Four Four Two)     | 2022 |
| Incluido en el once ideal de la Copa Italia 2021-22 según el sitio estadístico especializado SofaScore                    | 2022 |
| Mejor gol del mes en la Ligue 1 (noviembre-diciembre)                                                                     | 2022 |
| Jugador del partido vs Perú - Copa América                                                                                | 2024 |
| Jugador del partido vs Canadá - Copa América                                                                              | 2024 |

| Predecesor: Marcelo Salas | Máximo goleador de la selección de fútbol de Chile 2017-act. | Sucesor: ??? |

## Filmografía
| Año  | Título             | Rol      | Notas      | Ref(s)          |
| ---- | ------------------ | -------- | ---------- | --------------- |
| 2010 | Nacidos Para Ganar | Él mismo | Documental | [ 292 ]         |
| 2010 | Ojos rojos         | Él mismo | Documental | [ 293 ] [ 294 ] |
| 2014 | El sueño de todos  | Él mismo | Documental | [ 295 ] [ 296 ] |
| 2019 | Mi amigo Alexis    | Él mismo | Película   | [ 297 ] [ 298 ] |